# 急行形車両
急行形車両（きゅうこうがたしゃりょう）とは、基本的に急行列車で使用することを目的とした鉄道車両のこと。
日本国有鉄道（国鉄）・JRが規定した旅客車における車両の用途区分の一種であり、特徴としては「客室が出入口と仕切られ、横形の座席（いわゆるクロスシート）を備え、長距離の運用に適した性能を有する車両形式のもの」を指すものである。元来は準急列車で使用していたことから準急形車両として44800系気動車（後の55系気動車）でこの区分が初めて使われ、急行列車への進出や格上げにつれて急行形車両と呼ばれるようになった。165系電車や455系電車、58系気動車などの急行列車で使われる車両の総称として液体式気動車および新性能電車、12系客車で採用された区分であり、旧形客車や旧性能電車は、この区分に明確に分類されるものではない。
上記から転じて国鉄・JR以外の鉄道事業者を含めて同種種別の列車への運用を主体とした車両のことをこう称する場合もある。本項目では国鉄・JRにおける急行形車両を主題として解説するが、国鉄・JR以外における同種種別の列車への運用を主体とする車両も含めて解説する。

## 概要
急行列車として使用することを前提に設計され、それに適した走行性能・車内設備を有する車両を指す。日本国有鉄道（国鉄）が規程した鉄道車両の分類の1つでもある（車内設備の特徴については後述）。また、修学旅行列車用として、主にこれを専門とする155系電車・159系電車・167系電車は、元となった急行形車両と運転性能がほぼ同じであり、多客時に臨時急行列車として運用されており、58系気動車800番台については元の車両と性能が全く同じで、1両単位で通常運用の急行列車に組み込まれることもあったため、広い意味で急行形に含まれる。

## 特徴

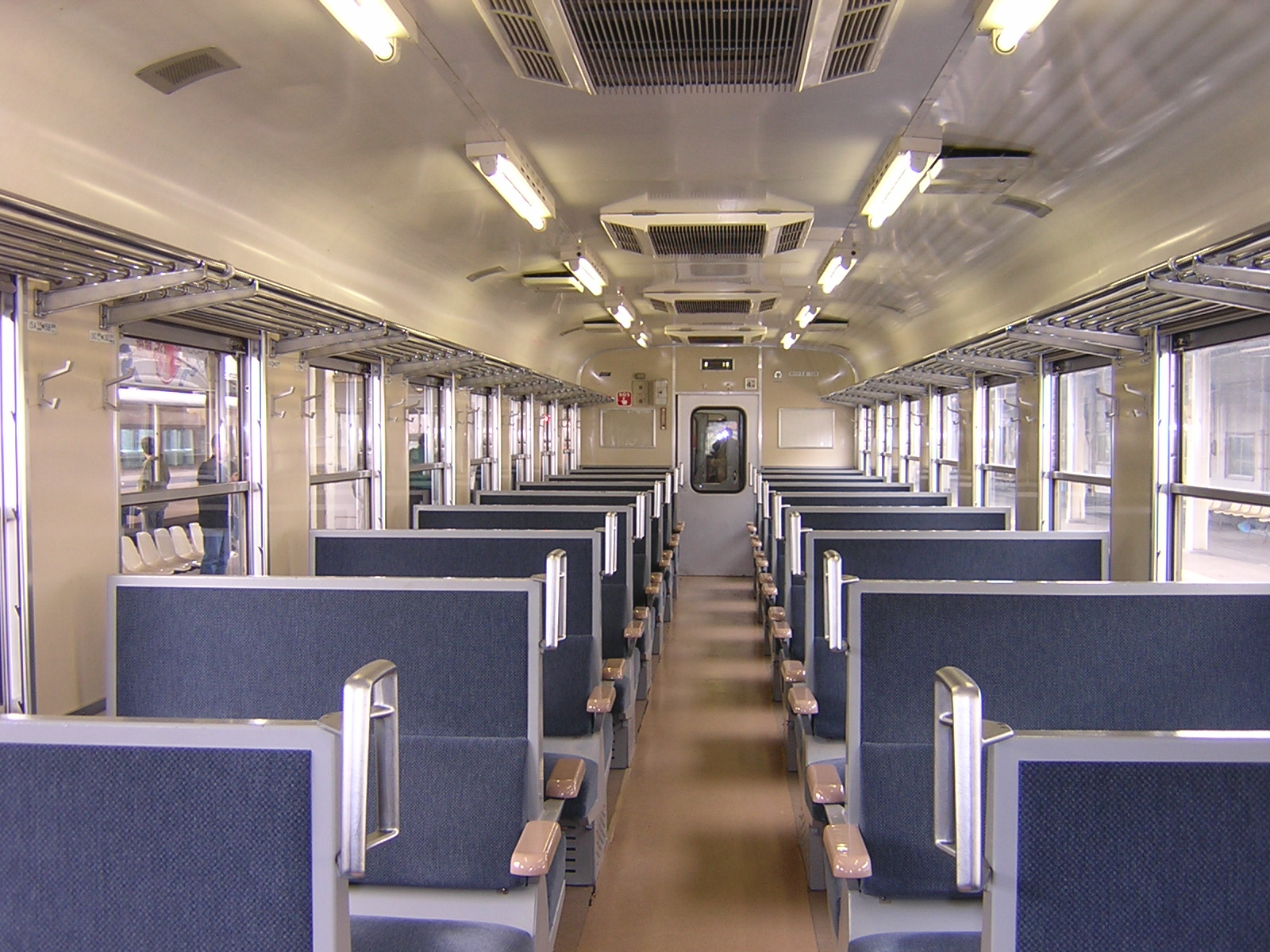
急行形車両の普通車の車内の例（12系客車）

普通車
三等車→二等車→普通車の設備は、デッキ付きの片開き2扉で座席がすべて固定クロスシート（ボックスシート）であり、従来からあった客車をほぼ踏襲している。例外として157系は特急形と同様の回転式クロスシートである。
グリーン車
二等車→一等車→グリーン車については、回転式クロスシートとしている。当初「準急形」として新製された153系電車や55系気動車は非リクライニング式であったが、157系電車では従来のいわゆる特別二等車と同様の設備であるリクライニング機能付き回転クロスシートが採用され、1961年（昭和36年）に二等級制に移行すると同時に153系電車もリクライニング機能付き回転クロスシートに移行し、同時期に登場した56系気動車・57系気動車・58系気動車でもリクライニング機構付き回転式クロスシートを採用している。それ以前に製作された一等車は後に普通車に格下げされたり近郊形電車に転用された。
食堂車
従来客車列車で連結されていた食堂車は、電車においては電車列車化による所要時間の短縮に伴い、全室の本格的な食堂車ではなく、軽食を販売するビュッフェ（ビュフェ）室と普通座席の合造車とされた。153系電車では寿司コーナーとしたが、寿司職人の人手不足の問題が生じ、かつ熟練を要することから後継車両である165系電車・169系電車と交直流車両ではそばコーナーとした。なお、12系客車については、元々は波動輸送用として製造されたことと、急行列車へ投入された時点で既に食堂車が廃止されていたこと、14系客車の食堂車との兼ね合いから製造されていない。気動車においても食堂車やビュッフェの導入が検討されたことはあるが、実現には至らなかった。
売店
ビュッフェ合造車の代用的な役割も兼ねて車内販売準備室を兼ねた売店を設置した車両も製作されているが、急行形では157系電車と165系電車の一部にとどまっている。
冷房装置
冷房装置については、当初はビュッフェ合造車のビュッフェ室部分を除いては設置されなかったが、1960年代中盤以降、一等車（現在のグリーン車）に設置されるようになり、1968年（昭和43年）までに取り付けを完了している。
また、1960年代末以降は普通車（旧二等車）への設置も行われ、1970年代後半までに関東以西の車両に関しては153系電車の一部と155系電車・159系電車を除いて取り付けを完了したが、東北以北の急行形気動車の冷房化は猛暑期間が短いことから遅々として進まなかった。なお、客車については普通車の冷房化取り組みの時期に製作されたことから製造時から全車冷房化されている。

## 形式記号
鉄道車両の形式は、電車については十の位が5 - 7のものを急行形としていた。しかし、民営化後の四国旅客鉄道（JR四国）はこの限りではない。この形式名は民営化以降新造された場合、「特急形」に割り振られるようになっている。
一方、気動車ではそれすら行われなかった。気動車については国鉄の気動車に対する考え方によるが、国鉄気動車の車両形式では特急形車両である81, 82系と180系にのみしか定義をしていなかったことによる。気動車に関しては国鉄時代の液体式気動車は汎用性・互換性が重視されており、急行形も制御系統・制動装置・歯車比・車輪径などの面は特急形を除くすべての気動車で同一とされ、1両単位で管理されていたため、実際の運用においては特急形を除く他の車種との混結も珍しくはなかった。但し冷房を使用する場合は冷房電源の関係もあり、急行形気動車のみで編成が組成されていた。
また、分割民営化後に急行形として製造された車両はなく、急行列車に使用されたキハ110形やキハ75形も形式名は「一般形」に分類されていた。
なお、西日本旅客鉄道（JR西日本）では2005年（平成17年）度以降に新製された気動車の車両形式区分の第2位の数字「7・8」を「急行形および特急形」としたが、2022年（令和4年）時点まで「急行形」に分類される車両は導入されていない。

## 歴史

### 前史
昭和20年代（1945年 - 1955年）までは東京・大阪といった大都市圏の通勤電車線区以外の列車はほとんどが客車で運行され、有料の急行列車・準急列車はもとより、普通列車にも使用されていたため、この時点では優等列車と普通列車における車両の相違は、主に等級と車齢の差（新しいか古いか）であった。これらの列車には10系客車以前の在来形客車が使われ、戦災復旧車とオハニ63形（後のオハニ36形）を除く鋼体化改造車の普通車以外は長距離優等列車への使用を想定して製造され、優等列車は原則として状態の良い車両で運用されていた。1960年代後半以降は10系客車と近代化改造および体質改善工事を受けた35系客車と43系客車、スロ62形などが実質的な急行用車両であったが、最高速度は95 km/hに制限され、冷房化にも難があり、電車や気動車に比べて見劣りが否めなかった。
1950年代半ば頃から電車や気動車といった動力分散方式の車両も有料の準急列車に充当されるようになった。しかし、当時の動力分散方式車両は普通列車（料金不要列車）で使用することが前提であったため、優等列車への本格的な使用を想定していなかった。
電車では東海道本線普通列車の電車化に際して投入された80系電車（湘南電車）は元来は普通列車用であったが、有料準急列車にも投入され、動力分散形車両の特性を生かした高速運転を行い、後に飯田線や身延線の急行列車にも使用されたが、デッキこそあるものの、二等車（後の一等車。現在のグリーン車）は固定クロスシート（ボックスシート）であり、三等車（後の二等車。現在の普通車）も扉付近にロングシートがあり、洗面所すらないなど、必ずしも本格的に優等列車で運用することを目的とした車内設備を持っていた車両ではなかった。
気動車では45000系気動車（後の17系気動車）は二・三等車合造車も製作され、液体式気動車の汎用性を活用して準急列車にも使用されたが、こちらも普通列車での使用が前提であり、デッキもなく、客車や電車より小さい車体や簡素な座席ゆえに居住性や乗り心地においても劣り、優等列車にふさわしい車内設備を持っていたとは言えなかった。

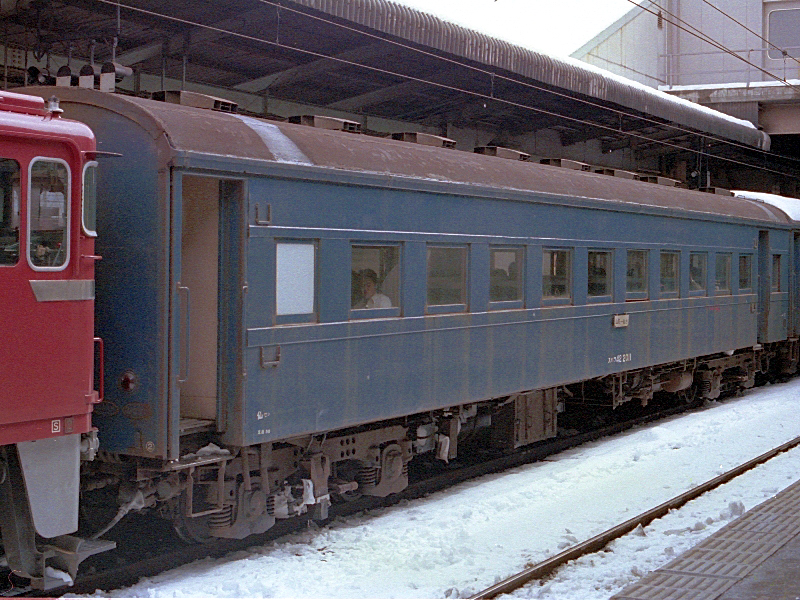
43系客車
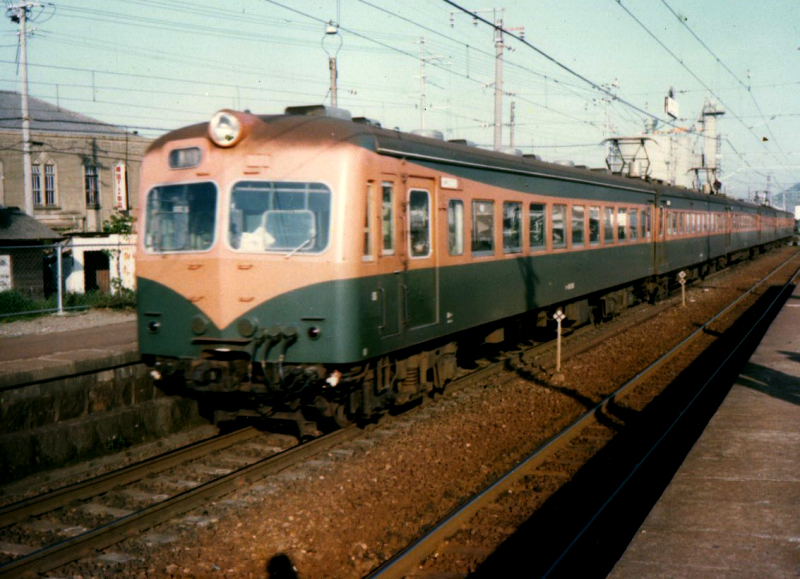
80系電車
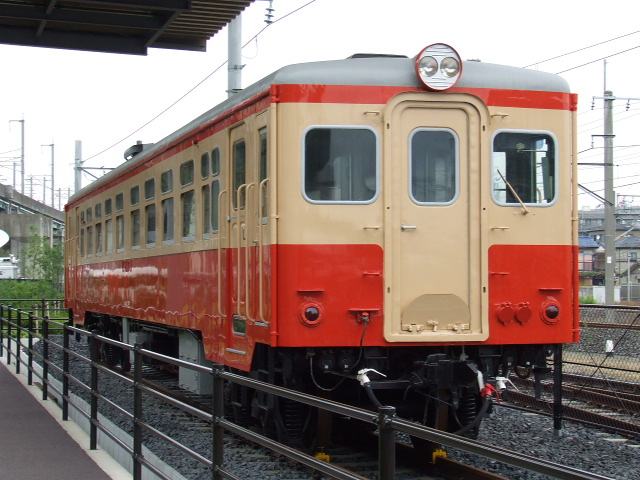
17系気動車

### 準急形車両の登場
そこで、動力近代化計画の取り組みとともに動力分散方式が推進されたことから液体式気動車や新性能電車が実用化され、有料の準急列車への充当にふさわしい設備を持つ専用車両が企画された。
まず、気動車では1956年（昭和31年）に44800系（後の55系）が、電車では1958年（昭和33年）に91系（後の153系）が登場した。当初は準急列車に投入され、準急形と呼ばれた。
1959年（昭和34年）には特急形車両に近い接客設備とした157系電車が登場した。「日光」の電車化に際し観光列車にふさわしい車両とすることと、並行する東武鉄道の特急列車に対抗するために製作され、極力特急形並みの接客設備に近づけた。その接客設備の良さから次第に特急列車にも使用されるようになった。

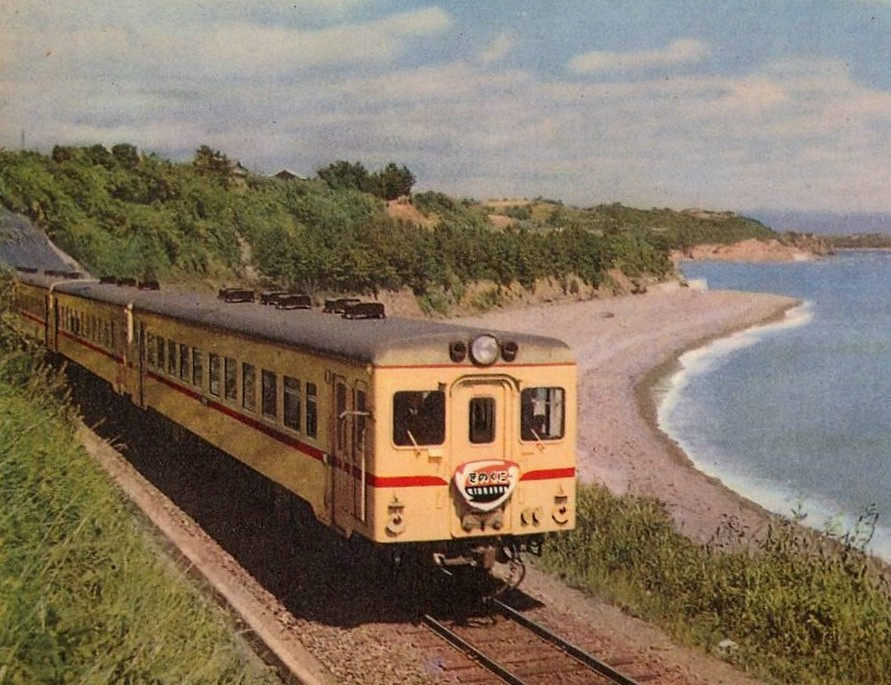
準急色時代の55系気動車
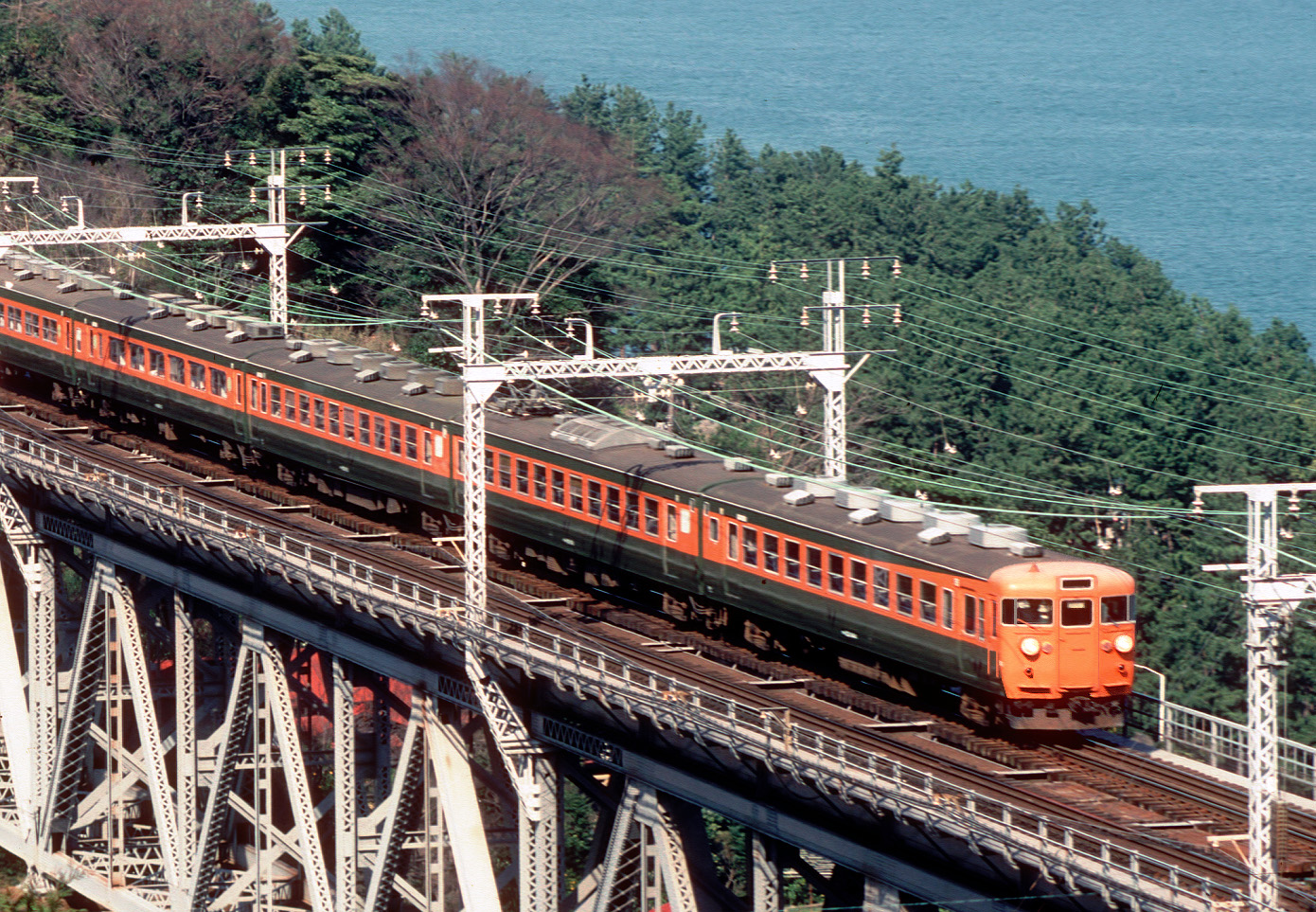
153系電車
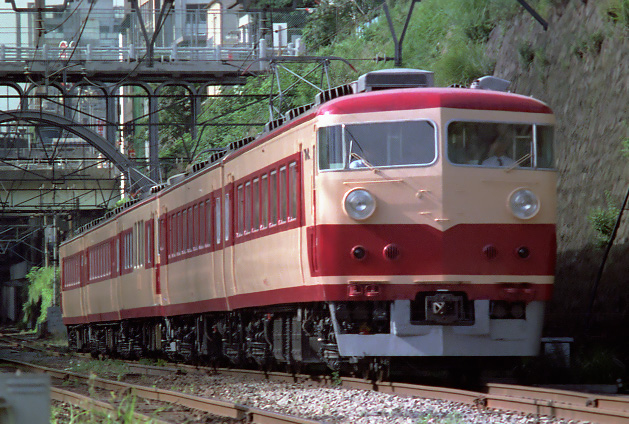
冷房化改造と特急色化後の157系電車 （お召し編成）

### 急行列車への進出
準急形車両はその居住性の高さ、動力分散方式による所要時分の短縮が評価され、やがて急行列車へも使用され、急行形車両と呼ばれるようになった。153系電車は急行列車にも充当されるようになり、1961年（昭和36年）には二等級制への移行を受けてリクライニング機能付き回転クロスシート車が登場し、それ以降の準急・急行用の一等車（後のグリーン車）はこれが基本となり、従前の153系電車の一等車は格下げされ、近郊形電車の一等車に転用された。また、ビュフェ（半室食堂車）も製作され、後に山岳路線向けの165系電車・169系電車、交直両用とした451系/471系電車・453系/473系電車・455系/475系電車・457系電車にも受け継がれた。
同時期に急行形気動車として居住性を向上した北海道向けの56系気動車、信越本線向けの57系気動車、本州・四国・九州向けの58系気動車が製作され、二等車（旧三等車）には独立した洗面所が設置された。これらは55系気動車に代わる急行列車の主力形式として製作され、55系気動車は格下げされ、次第に普通列車に転用されていった。
客車については登場が遅く、1969年（昭和44年）に普通車の冷房化取り組みとともに登場した12系客車は、元来波動輸送（団体列車・臨時列車）用として製造されたが、従来の急行形電車・気動車以上の車内設備を持っており、また、最高速度も110 km/hと高く、性能上も準用できる急行形に分類される。
普通車のみが製造され、寝台車やグリーン車については製作されていない。新系列客車では床下にディーゼル発電機を備えた分散電源方式を初めて採用した車両であり、後に特急形である14系客車のベースにもなり、その14系とも併結・混結可能であるが、14系客車は当初、特急列車で専用されていたため急行列車に使用する余裕はなく、12系客車で組成された急行列車の寝台車には、従来形の10系客車や20系客車を格下げした12系併結改造車が使用され、1980年代に入ってから14系寝台車との併結列車が設定された。グリーン車については在来形客車が使用され、それらは冷房化されていたものの、乗り心地では逆転現象が発生していた。同時期に高出力エンジンと冷房用電源を備える気動車としてキハ65形が導入され、2エンジン車ばかりで冷房用発電セットの搭載スペースが捻出できなかった勾配線区の列車から導入が進められた。

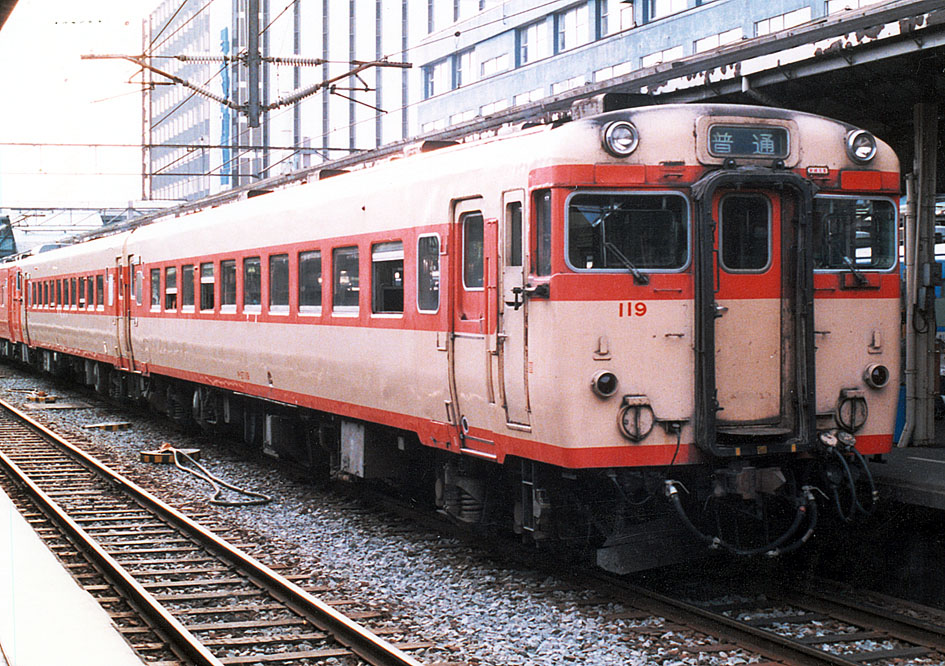
56系気動車
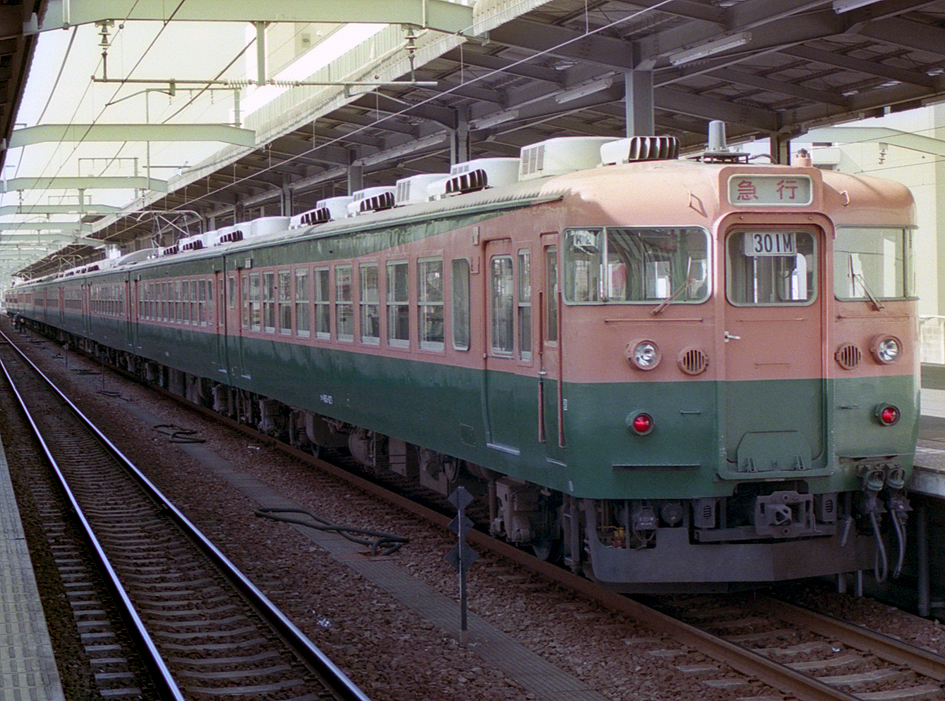
165系電車
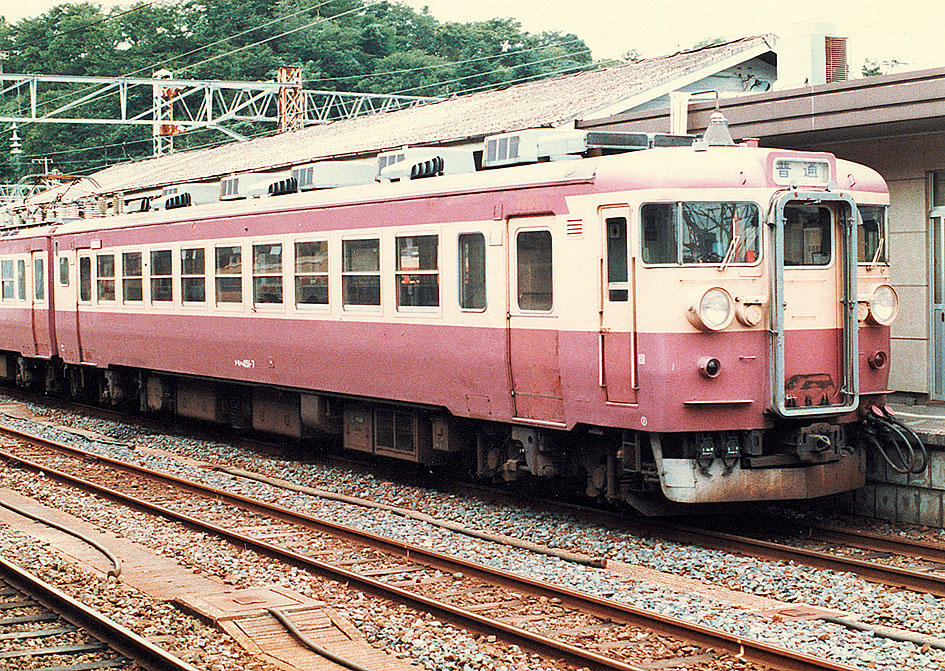
451系電車
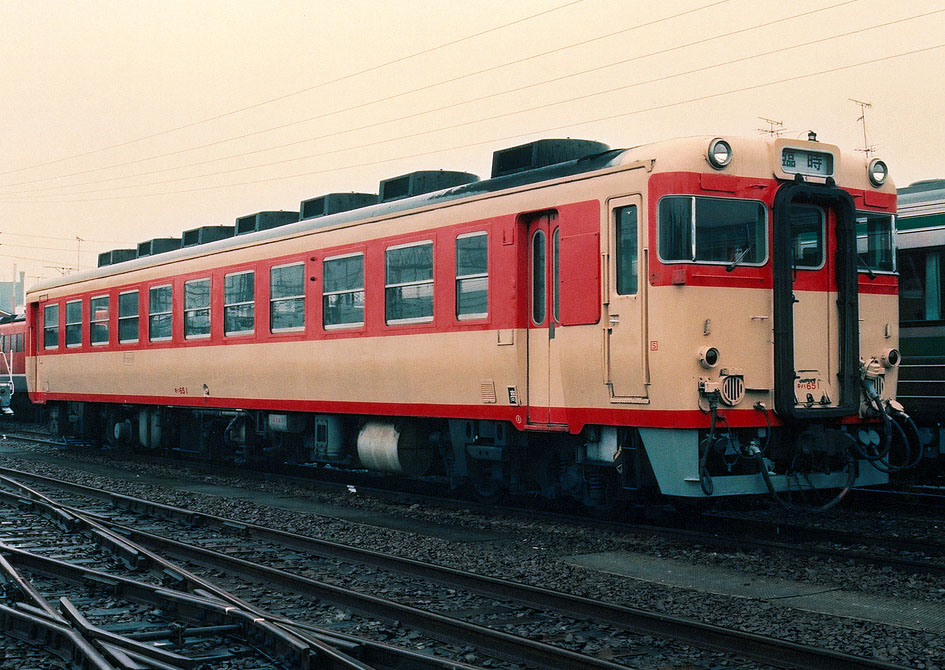
キハ65形

### 製造の終焉と他用途への転用
1970年代以降は新幹線の開業や特急列車への格上げが進み、急行列車が減少したことにより、電車は1971年（昭和46年）の457系電車を最後に、気動車は1972年（昭和47年）のキハ65形を最後に、客車は1978年（昭和53年）の12系客車を最後に増備が打ち切られた。それ以降、正式な意味で「急行形」に分類される後継車両は製造されていない。なお、気動車については転換クロスシートを採用した新形車両を1982年（昭和57年）頃に試作車を導入し、1984年（昭和59年）頃からの量産化を計画していたが、実現しなかった。
急行形車両製造終了後もすべての急行列車が急行形車両で運行することはなかった。車両不足や使用列車の兼ね合い、運用上の都合などから未だに一般形車両を充当するケースがあった（「遜色急行」を参照）。北海道では急行形は56系気動車しかなく、電車や客車には急行列車のみに専属で使用される車両は配置されなかった。気動車ではキハ22形が、電車では711系電車が急行列車に使用されたケースがあったが、どちらも扉付近にロングシートがあるものの、座席の大きさやシートピッチも急行形と同様で座席指定用の座席番号票を備えるなど、急行列車の運用をも視野に入れた設計となっていた。客車は在来形客車（旧形客車）が引き続き使用されていたが、北海道向けに改造が行われた特急形客車である14系客車500番台によって1981年（昭和56年）に置き換えられた。九州ではキハ66・67形の急行列車が1975年（昭和50年）の登場時から1980年（昭和55年）まで設定された。キハ66・67形は近郊形と急行形の機能を兼ねる汎用車として製作され、車内設備は戸袋部にロングシートがあるものの転換クロスシートであり、ボックスシートが当然であった当時の急行形車両をしのぐ水準であった。
急行形として製造された車両も急行列車の廃止・削減につれて余剰車両を有効活用する観点から普通列車や快速列車に充当されることが増え始めた。例として、宇野線の宇高連絡船連絡快速列車や大阪地区の新快速、中京地区の快速列車では一時期この車種である153系電車が充当されている。1980年代からは車両の近代化とシティ電車の一環として、普通列車で使用されている客車列車の置き換えと冷房化促進のために地方路線の普通列車に転用される車両が多くなり、交直流車両で短編成化により先頭車が不足したため、不足分については直流車両の余剰車やグリーン車などから改造した車両もあり、中には扉付近のロングシート化や、一部はさらにデッキの撤去によって「近郊形化改造」した車両もあった。同じ頃から近郊形電車や団体列車用のジョイフルトレインに改造される車両も現れた。気動車では輸送量の小さいローカル線で使用するため、両運転台化やワンマン運転に対応した機器を設置した車両も登場した。なお、気動車では一般形気動車である40系気動車において高出力車が製造されなかったため、結果的には2エンジン車が存在する58系気動車が転用されている。
一方、急行列車で使用したり、快速列車の指定席車として使用する車両については、普通車においては従来のボックスシートが陳腐化で見劣りし始めたこともあり、その対策として新幹線0系電車や在来線特急形車両が廃車されたり座席を交換された際に発生した、転換クロスシート、回転クロスシート、簡易リクライニングシート、リクライニングシートに取り替えた車両も現れた。JR化後に設定された夜行快速列車に充当する車両についても同様の改造を受けている。また四国・九州地区のキロ28形ではグリーン車の座席を取り替えることなく格下げし、普通車の指定席に転用したキハ28形5000番台・5200番台もあった。

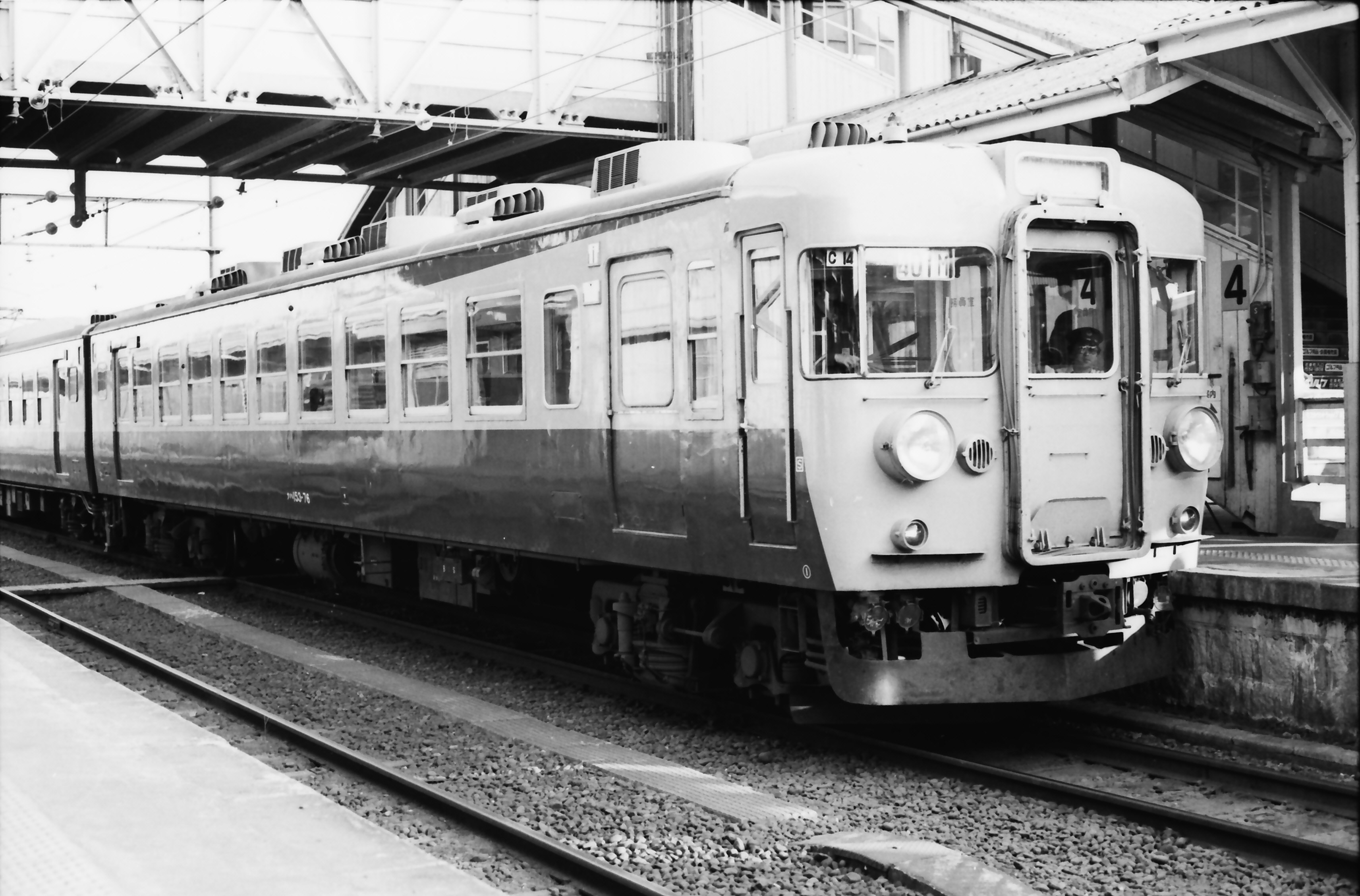
153系電車
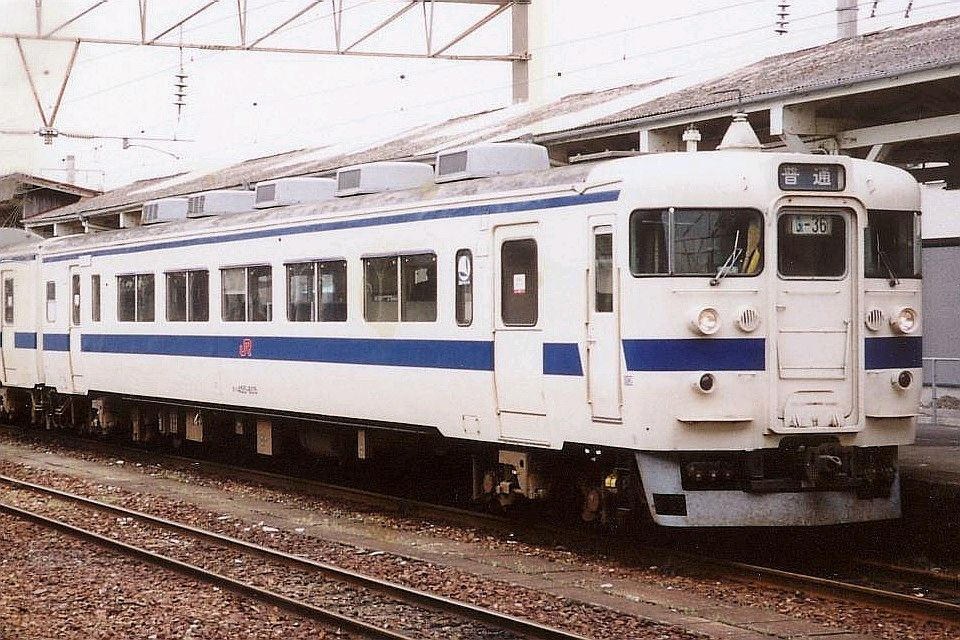
交直流車両ではグリーン車から改造された先頭車もあった（クハ455形600番台）
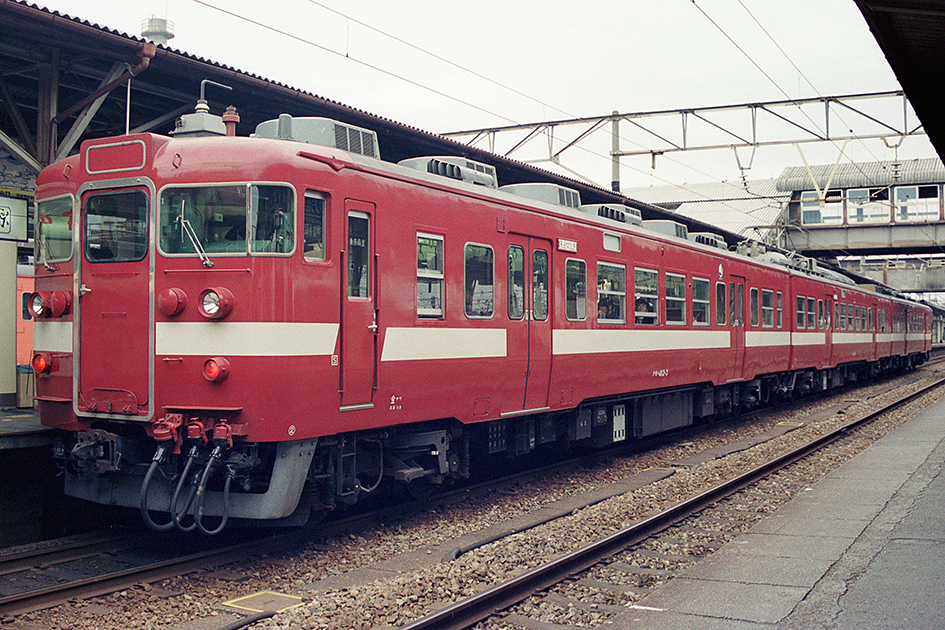
413系電車
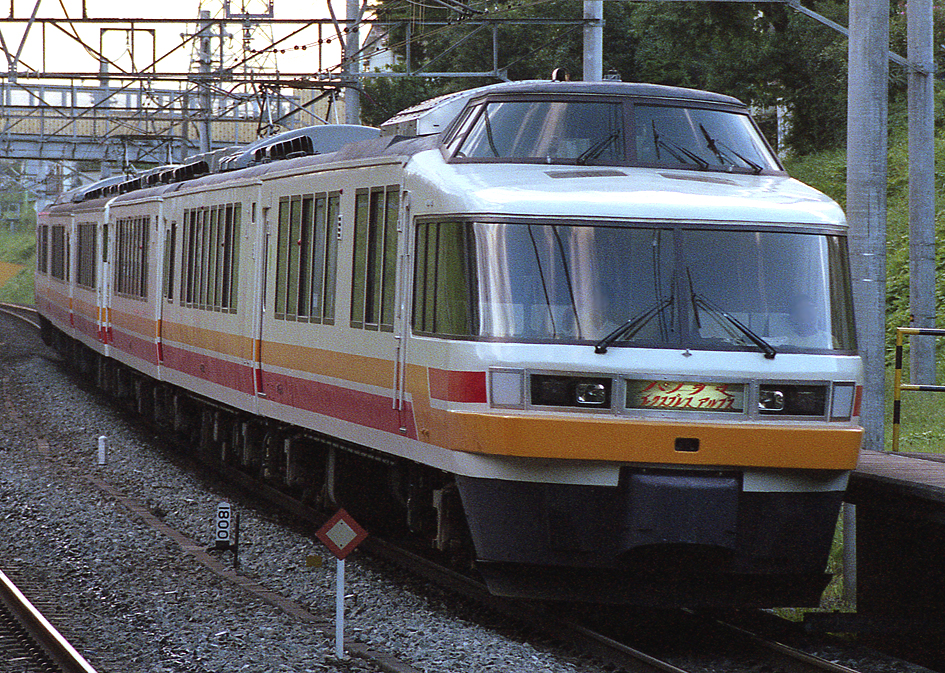
パノラマエクスプレスアルプス
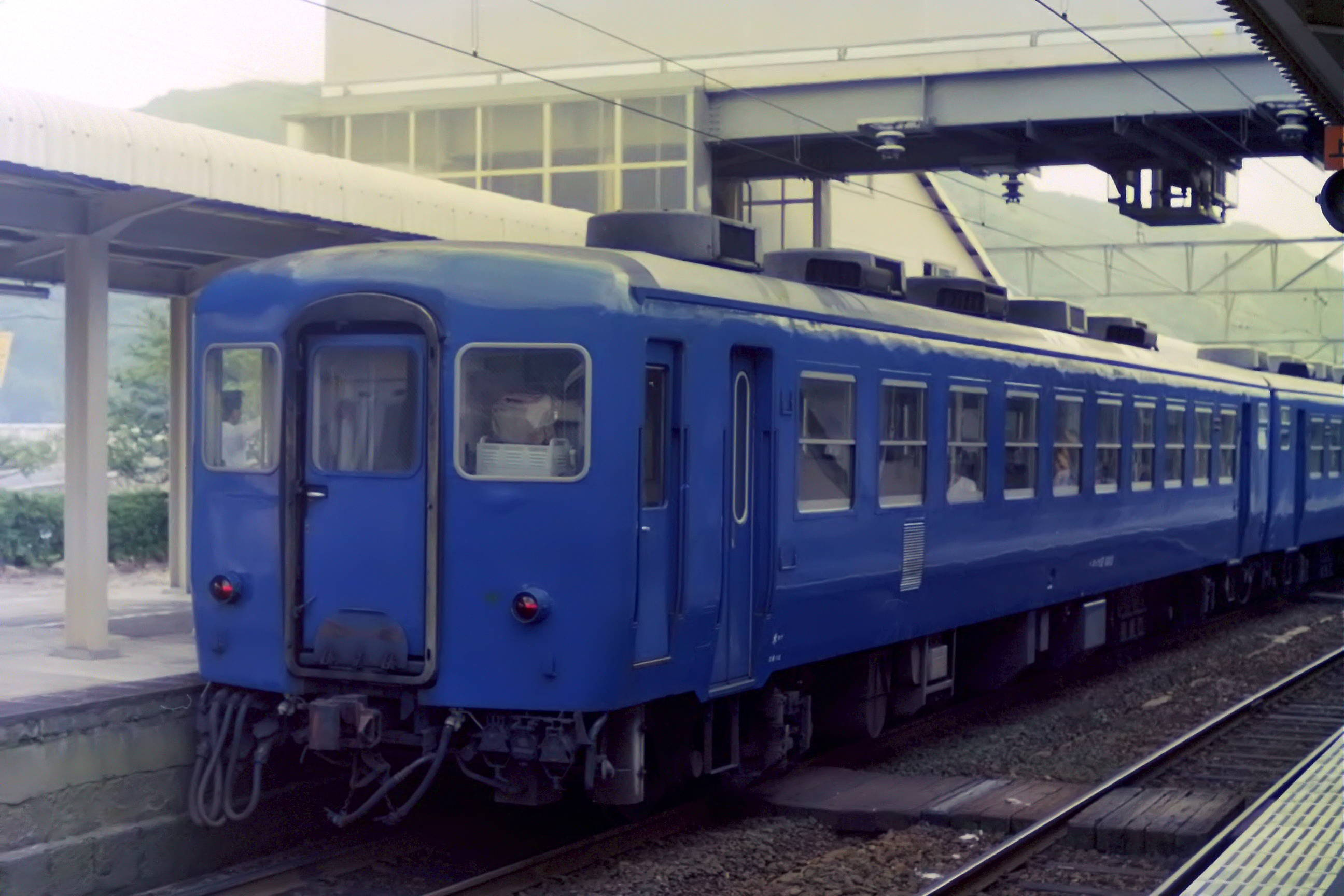
12系客車1000番台
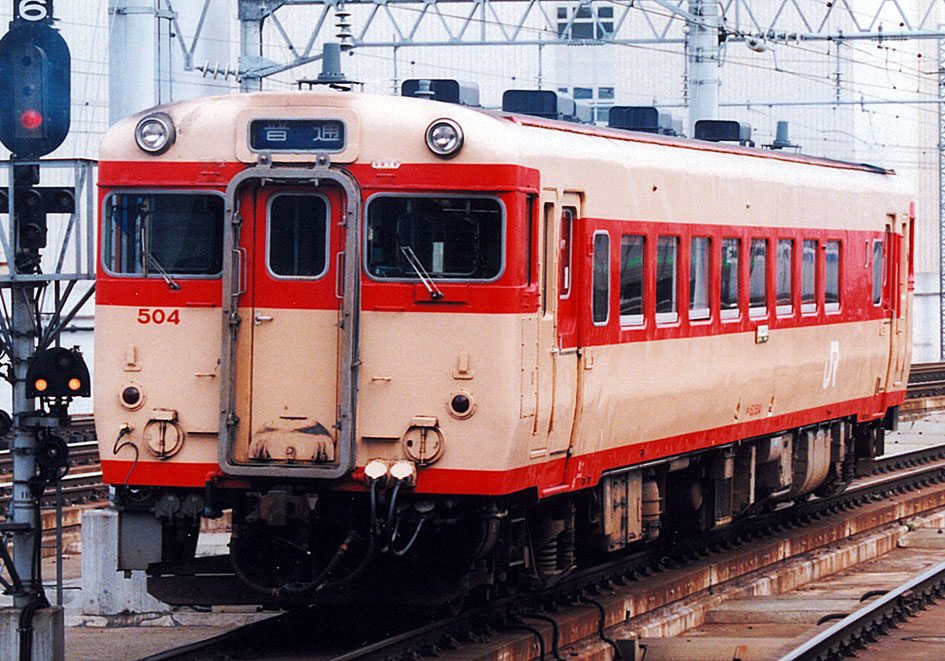
キハ53形500番台
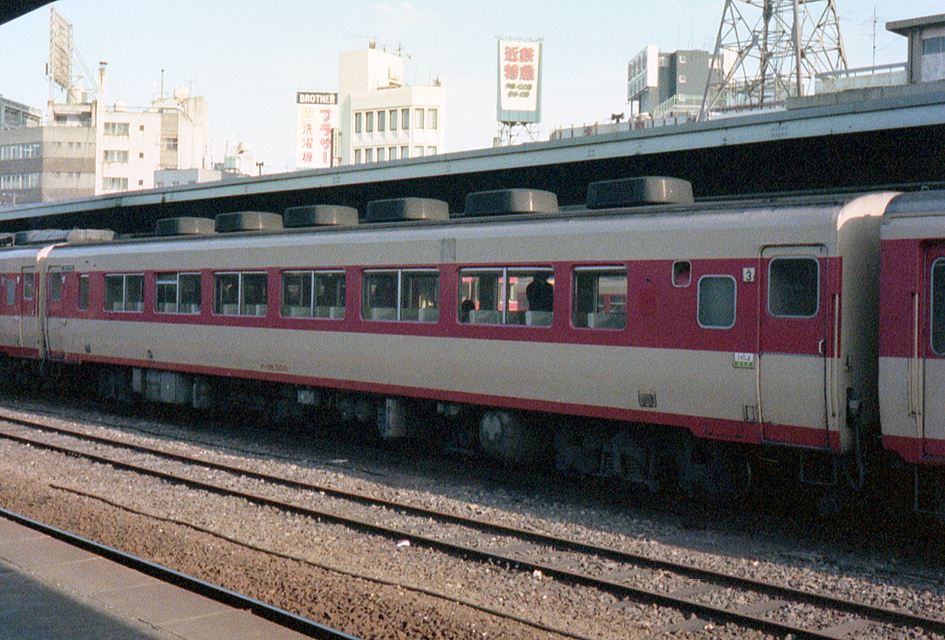
キハ28形5000番台

### 淘汰とその要因

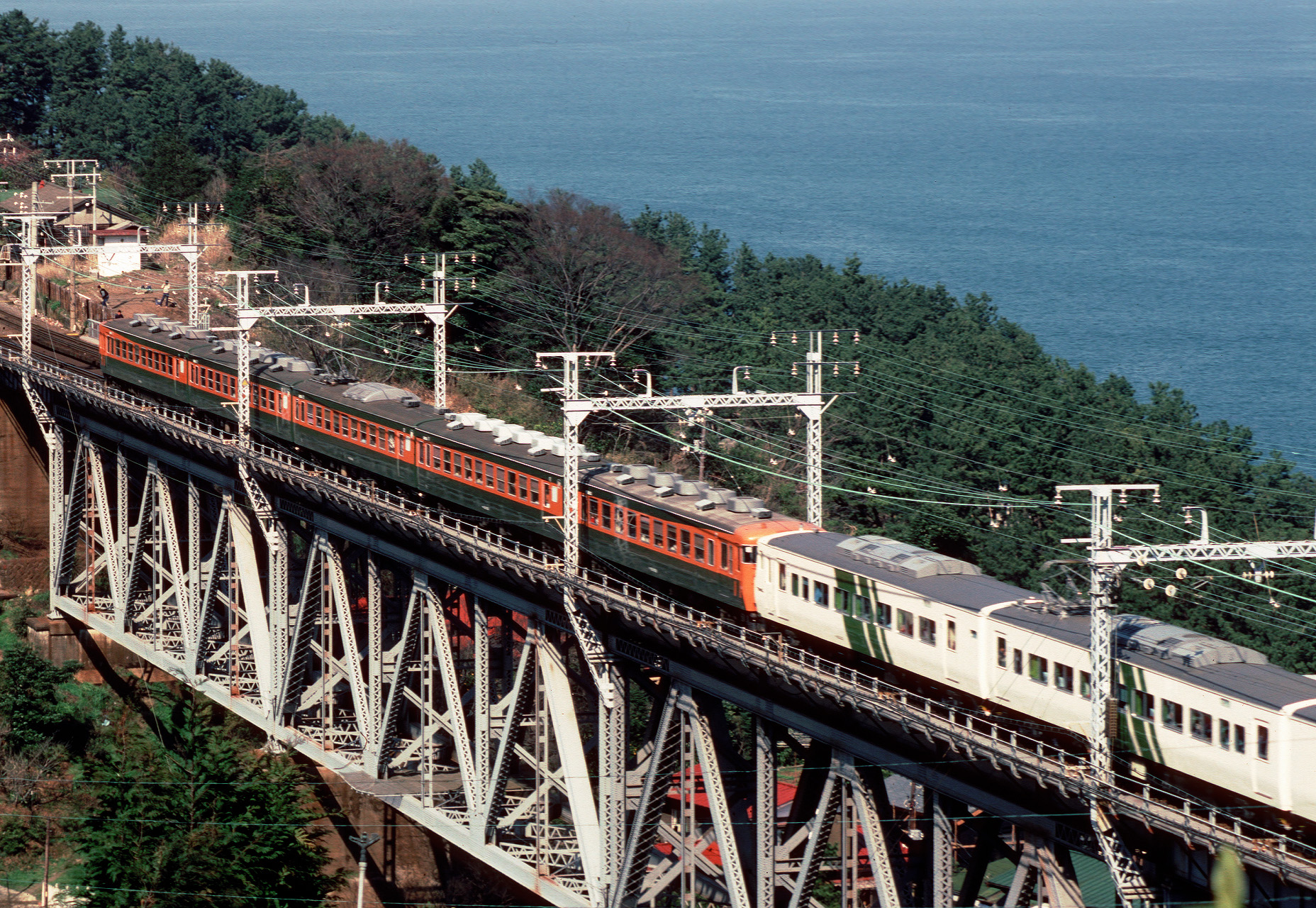
「伊豆」置換え過渡期には153系電車と185系電車の併結列車も見られた

老朽化
1980年代に入ると初期に製造された153系電車や55系気動車から老朽廃車が開始され、急行列車に充当されている急行形車両の置き換えは、特急列車への格上げや快速列車への格下げを含め、特急形車両や一般形車両で充当されるようになった。
状態の良い車両は前述の通り、短編成化のうえ普通列車やジョイフルトレインに転用され、中には更新工事を受けた車両もあったが、時代の変化による経年劣化や後述する事情もあり、結果的には廃車となっている。
ジョイフルトレインに改造された車両も老朽化に伴い183系気動車や40系気動車など比較的新しい車両に置き換えられるか、かねてよりの需要減により廃止となり減少していった。急行形車両の改造によるジョイフルトレインは、2018年（平成30年）のキハ58系「Kenji」の引退をもって全廃され、現存するものはない。
輸送実態の不適合
急行形車両の普通列車や快速列車としての格下げ運用は、冷房化など、サービス水準の向上に貢献した。しかし、急行形車両はデッキを有する客室構造、車端部のみに配置された数が少なく幅の狭い扉や、通路の狭さ、1両ごとにある便所や洗面所などにより、近郊形車両と比較すると収容力に劣り、また乗降に時間がかかるため、通勤輸送には適さなかった。前述の通り近郊形化改造を受けた車両もあったが、抜本的な対策にはならなかった。1973年（昭和48年）に発生した乗客による大暴動「上尾事件」においては原因の1つとされ、近郊形車両への置き換えが進む結果となった。
153系電車を新快速に充当していた京阪神地区や快速列車に充当していた中京地区では、競合する私鉄では早くから転換クロスシートを採用していたのに対し、153系電車はボックスシートで見劣りしており、2扉転換クロスシートとした近郊形電車である117系電車が登場する要因になった。急行列車や一部の快速列車で使用していた車両の中には前述のとおり、座席を交換した車両もあったが、座席と窓割りが一致しない車両もあり、こちらも特急形車両などに置き換えられる要因となった。
編成の組成に対する制約
新性能電車の製造当時は急行形車両に限ったことではなかったが、電車列車では片側の先頭車を制御電動車（クモハ）としても3両編成以上でしか使用できなかった。ローカル線をはじめ輸送量が小さい線区では輸送力過剰となるため、短い編成で通勤輸送にも対応できる一般形電車（通勤形電車・近郊形電車）に置き換えられる要因になった。
気動車では前述のように一部でワンマン化改造を受けた車両もあり、中には単行運転ができるように両運転台化された車両もあったが、大部分が片運転台のままで使い勝手が悪く、58系気動車では急勾配路線での運用のために2エンジン車主体で配置されたところもあって冷房化が困難であり、冷房化改造された車両も冷房用の発電セットを備えた車両と併結しないと冷房が使用できないなど、こちらも高出力な一般形気動車に置き換えられる要因になっている。

### 運用の終焉
2000年代以降は最も新しい1970年代の急行形車両でも経年が30 - 40年に達し、老朽化による廃車が進行した。
電車では2009年（平成11年）3月31日付で保留車のサロ165-106が廃車されたことをもってJR所属の急行用直流形電車が全廃、しなの鉄道へ譲渡された169系電車の運用も2013年（平成25年）4月29日に終了した。急行用交直流形電車についても2015年（平成27年）3月14日のダイヤ改正までに413系電車に組み込まれているクハ455形700番台を除いて全車運用を離脱。そのクハ455形700番台も2021年3月12日で運用を終了した。
気動車においても電車同様に順次廃車が進行し、2011年（平成23年）までに普通列車も含めてすべての定期運用を終了した。末期は先述の通りJR東日本のジョイフルトレイン「Kenji」3両が在籍するのみとなっていたが、2018年（平成30年）9月8日をもって引退した。

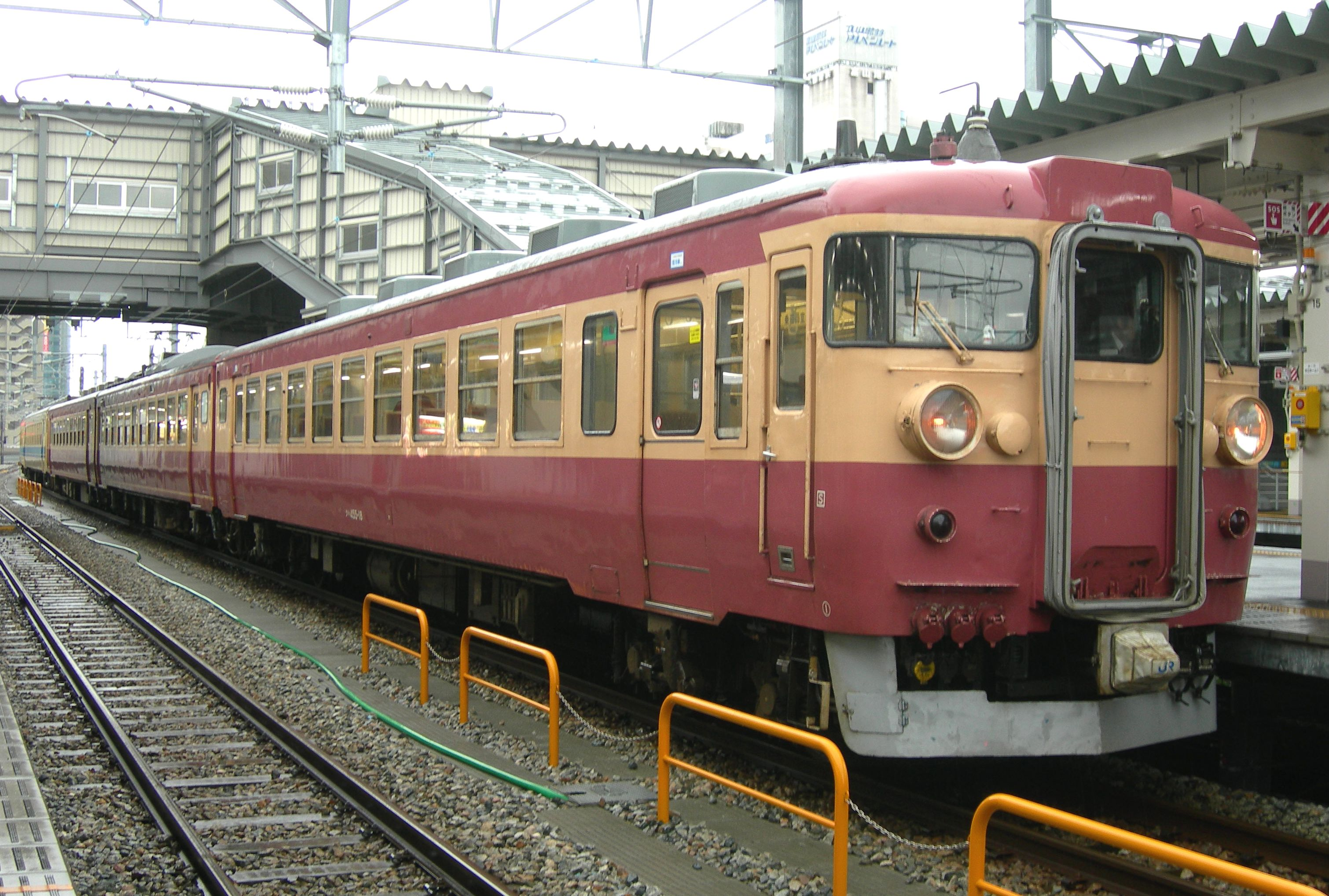
475系電車交直流急行色（復元車）
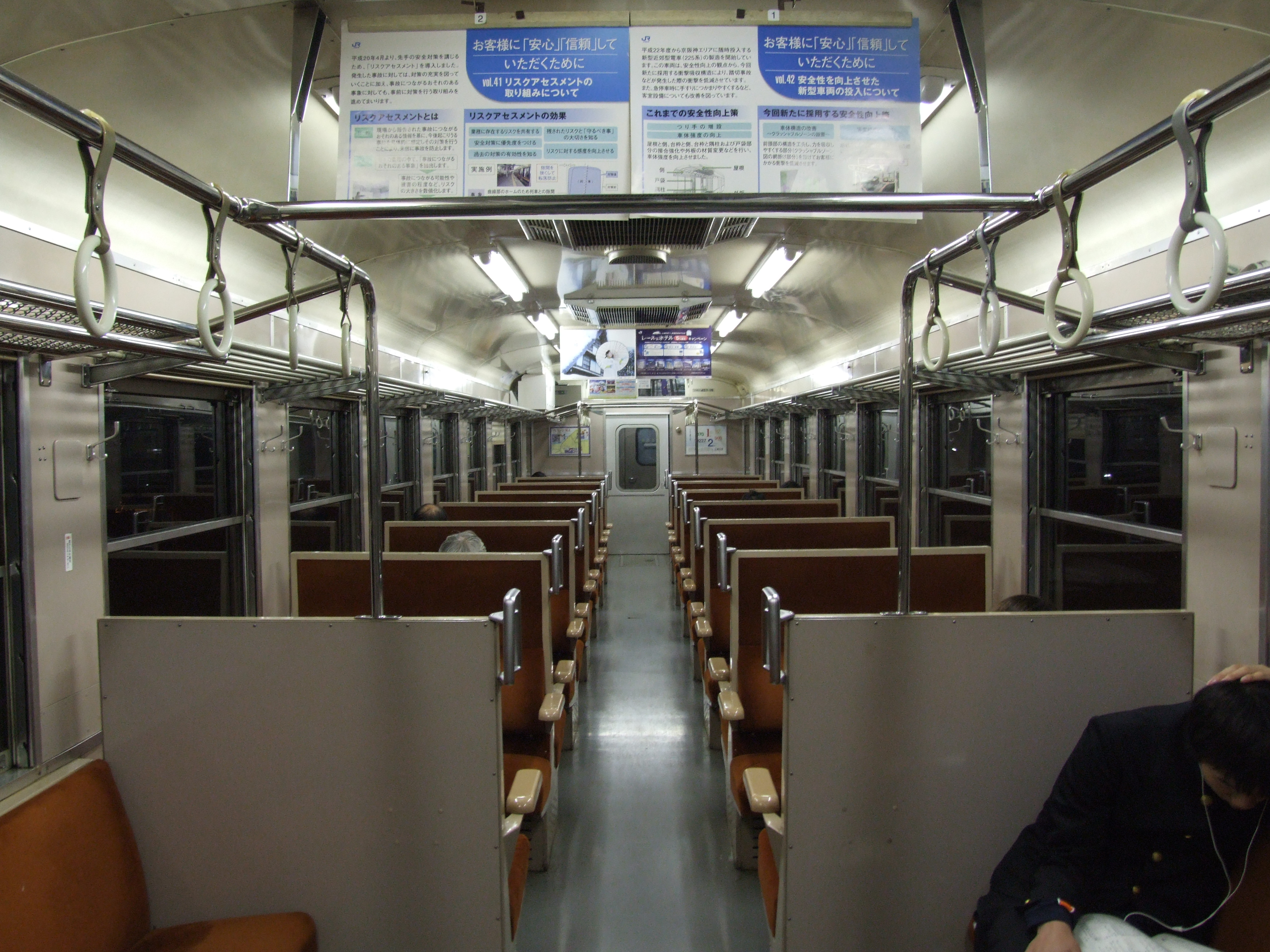
457系電車車内（普通列車転用後）

### 現状
2021年3月時点では12系客車がJR東日本とJR西日本に所属し、観光列車（主にSL列車）用に僅かな数が残されるのみとなっている。
JR東日本では「SLばんえつ物語」用車両が新潟車両センターに7両、「SLぐんま みなかみ」「SLぐんま よこかわ」用車両（原型車）が高崎車両センターに6両所属している。この他SL検査入場時に使用する伴走車として改造されたオヤ12形1両も保有している。
JR西日本では旧「SL北びわこ号」用車両（原型車）が網干総合車両所に6両、「奥出雲おろち号」用車両が後藤総合車両所に2両所属している。

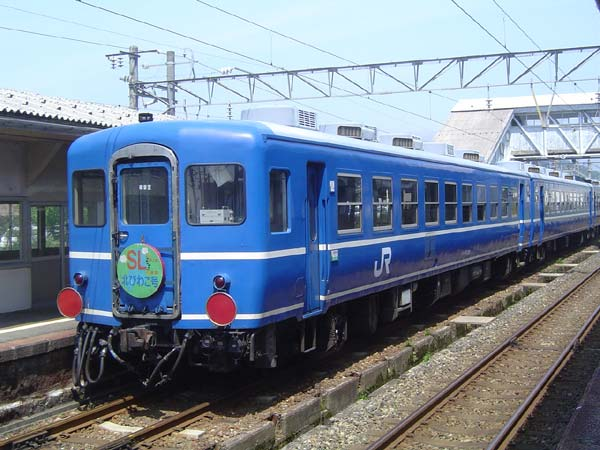
現在もイベント列車で使用される12系

## （参考）急行形に近似する車両
以下の車両は正式な意味で急行形に分類された車両ではないが、近似する車両としては以下のものがある。
※　なお、車両の等級は登場時の等級制に従う。

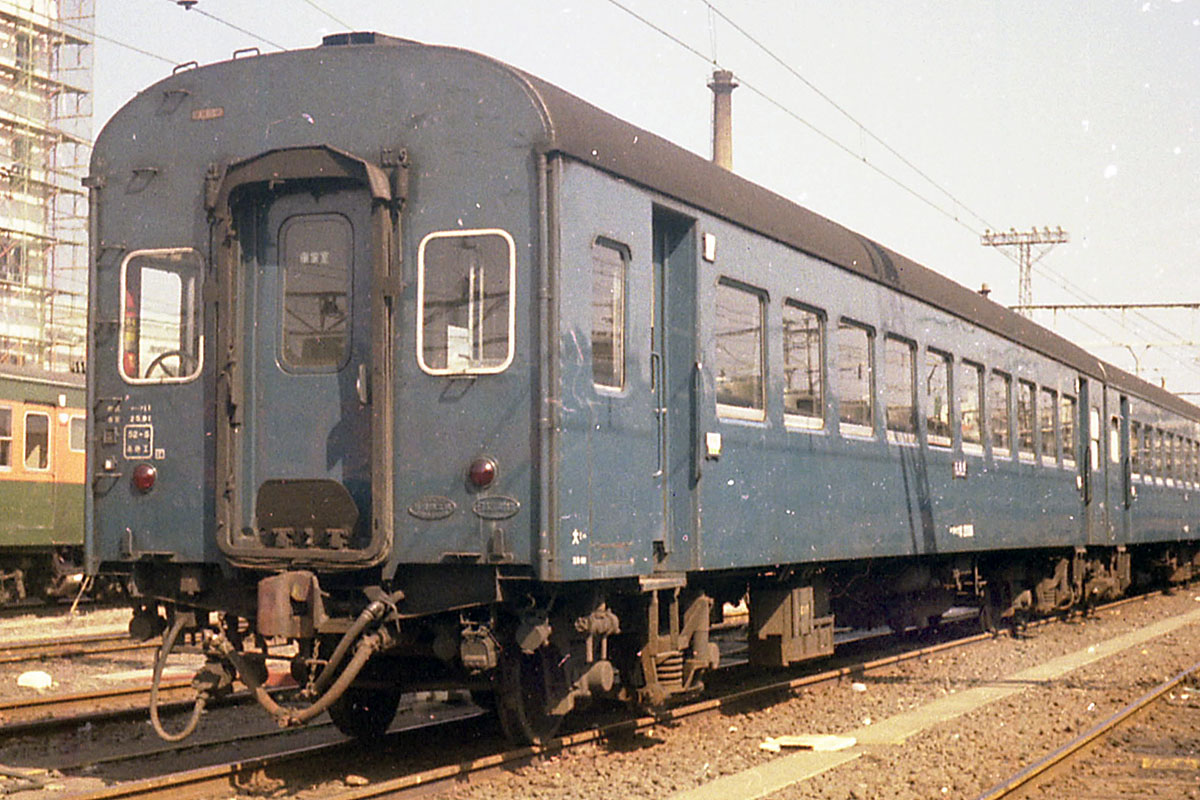
10系
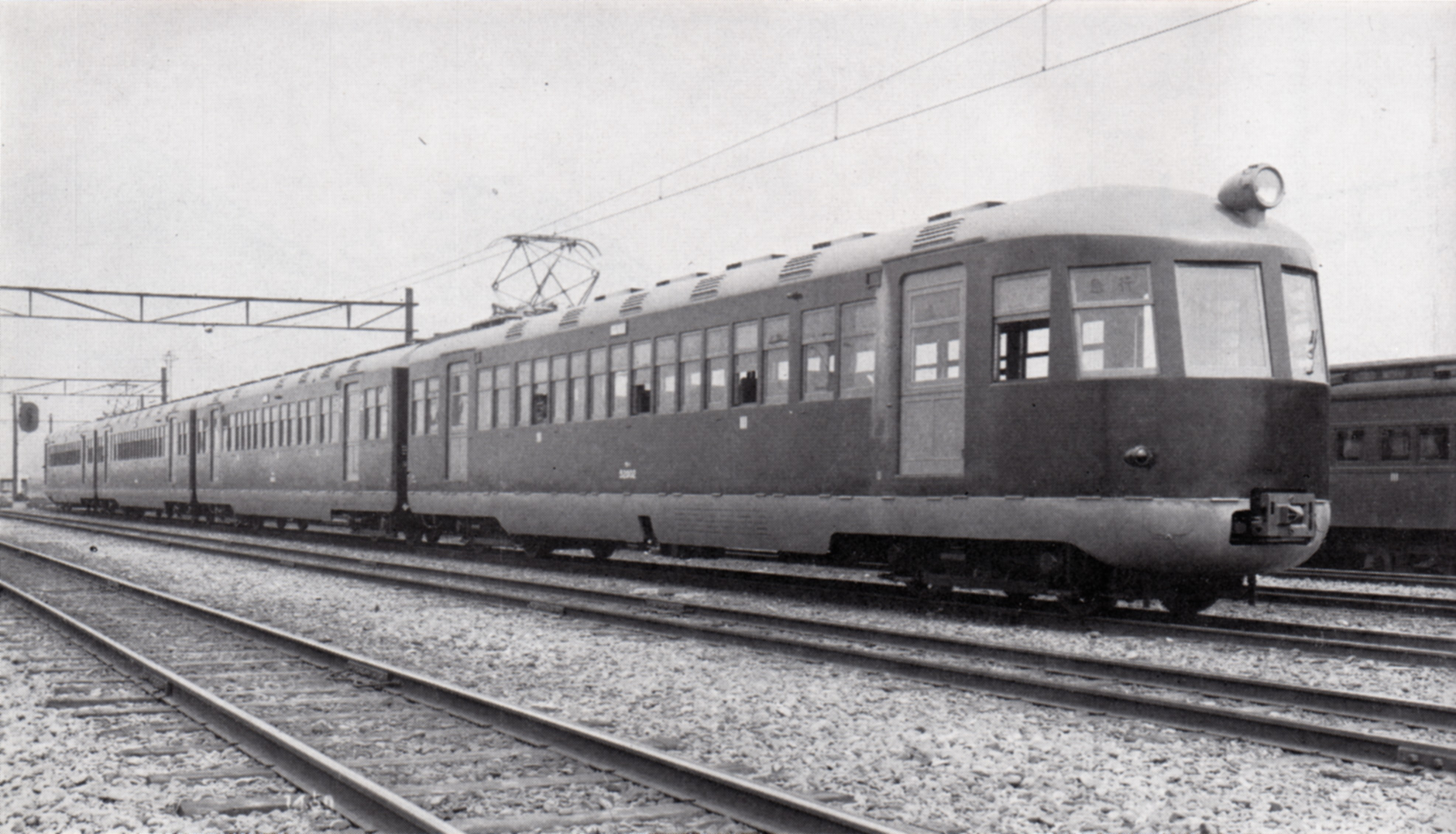
旧型客車（10系以前の客車）
10系以前の旧型客車には前述の通り、急行形や一般形に分類される車種を分けていないが、三等車についてはその多くがデッキ付きの2扉クロスシートで製作され、独立したトイレや洗面所も備える。実質普通列車用とされた戦災復旧車である70系と木造客車を鋼体化改造した60系の三等車[注 15]、特急列車用とされた展望車とスハ44系を除いて長距離急行列車への使用を想定して設計されていたため、実質的な急行用車両であったが、そのほとんどが登場後しばらくは急行列車優先で運用され、後継車両の増備や置き換え、特急列車への格上げにつれて次第に普通列車にも運用されるようになっていたため[注 16]、急行列車のみに専属で使用される車両はなく、特急形客車である20系登場以後はそれとの対比で国鉄の現場や鉄道ファンからは便宜上、一般形客車・在来形客車と呼称していたが[21]、旧型客車が製作された時点での規程上では存在しない正式な呼称ではないため、急行形、一般形などといった車両区分の概念もなかった[注 17]。
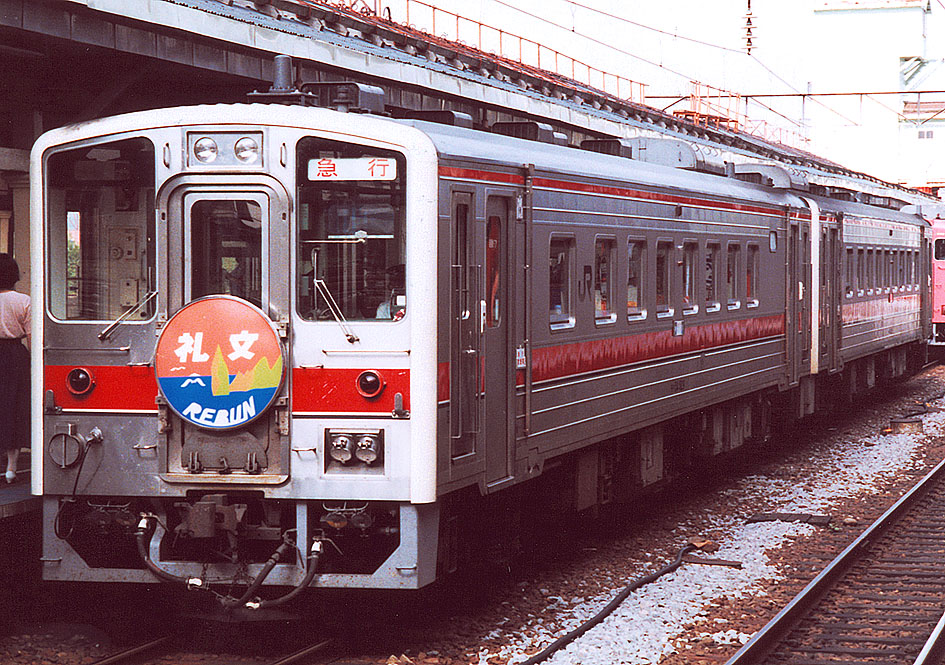
モハ42系電車・モハ52系電車・モハ51系電車
戦前の料金不要の急行電車[注 18]に使用された車両であるが、これらの車両は扉付近にロングシートを備えたセミクロスシートでデッキがなく、現在の近郊形車両に近いものであった。
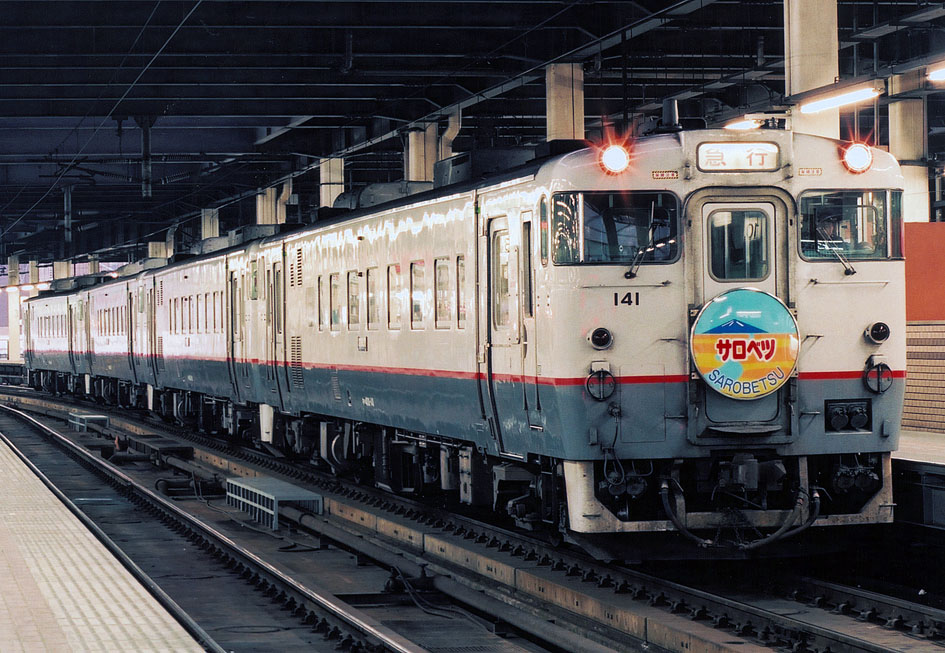
80系電車
元来は長距離普通列車用であったが、京阪神地区の急行電車[注 18]にも投入された。また、10系客車と構造が類似し、同時期に製作された300番台はシートピッチを拡大し、座席番号票も備え、準急列車にも使用することを前提としていたが、デッキこそあるものの、10系とは異なり、二等車は固定クロスシートであり、三等車も扉付近にロングシートがあり、洗面所もないなど、必ずしも優等列車にふさわしい車内設備を持っていた車両ではなかった。なお、旧性能電車は新性能電車のように車両区分の概念はない。
- キハ54形気動車 (527 - 529)
分類上は一般形であるが、系列内の一部が急行用という位置づけで内装のみ急行仕様であり[24]、急行「礼文」用として専用の車内設備とし転換クロスシートを備える。
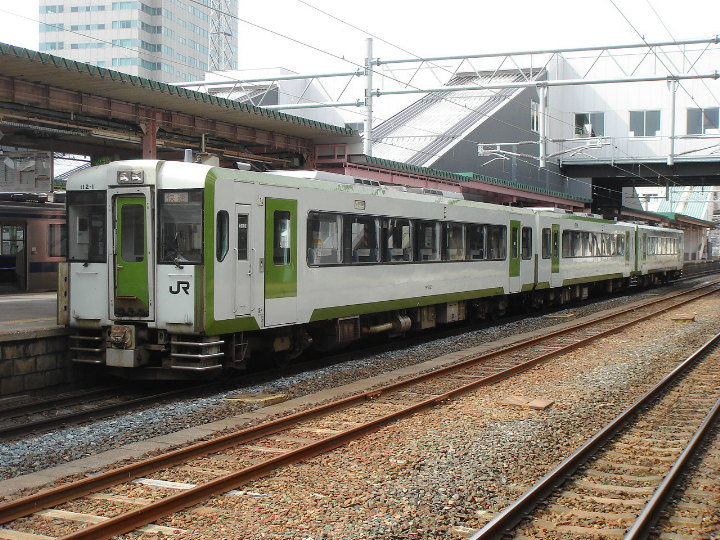
キハ400・480形気動車
一般形気動車であるキハ40系100番台を急行列車用に改造した車両。座席をリクライニングシートに交換、エンジンと変速機の交換、冷房装置の搭載など、従来の急行形車両を上回る設備に改造している。
- キハ110形気動車0番台
分類上は一般形であるが、系列内の一部が急行用という位置づけで内装のみ急行仕様であり[24]、釜石線・山田線急行の置き換え用に製造され、回転リクライニングシートを備える。性能などは一般形気動車として製造された同系列（キハ110系）と同じ[注 19]であるが、国鉄時代の急行形車両より座席等の面では改善されている。

- 10系
- モハ52系
- キハ54形500番台
- キハ400形
- キハ110系0番台

## 日本の国鉄・JR以外における同種種別に供する車両
国鉄・JR以外の事業者における用途による車両の分類は事業者ごとに異なるため、必ずしも国鉄・JRと同じわけではない。

### 私鉄における事例
私鉄では南海鉄道（現：南海電気鉄道）の電7系が嚆矢とされる。なお、この車両は日本の電車で初めてトイレと喫茶室（食堂車）を設置した車両であり、後に私鉄初の特急列車にも使用されている。
私鉄の場合、急行列車を運転していることで専用車両を保有している私鉄もあるが、急行列車については接客設備や料金徴収の有無などが事業者ごとに異なるため、国鉄・JRで規程されている区分を明確にあてはめることは難しいが、専用車両として以下のものが挙げられる。便宜上、快速急行などの派生種別を専用とする車両も含めている。

#### 有料急行列車専用車両
有料急行列車専用車両の場合、国鉄・JRにおける急行形車両と同等もしくは特急形車両に近い装備を持っている車両がほとんどである。
秩父鉄道
電車急行「秩父路」には、専用の急行用車両として西武鉄道の新101系（通勤形車両）を改造した6000系が使用されている。かつて使用されていた3000系は、もともと東日本旅客鉄道（JR東日本）が保有していたこのタイプの電車である165系を改修・改造したものである。それ以前は自社発注車である300系が使用されていた。このほかにもSL急行「パレオエクスプレス」用にJR東日本から購入し、改装した12系が使われている。
大井川鐵道
急行「かわね路号」用のナロ80形・スイテ82形は、同列車で運用するために元西武501系電車（サハ1501形）を改造したものである。
今までこれらは国鉄から譲渡された旧型客車と混結して運用されていたが、国鉄旧型客車の老朽化が著しいため、2018年に国鉄急行形車両である12系客車をJR西日本から譲受したが、現在のところ運用は始まっていない。この他、国鉄特急形の14系客車を2016年にJR北海道から譲受しているが、こちらも同様である。
これら大井川鐵道の保有する客車群は、蒸気機関車による牽引の他、多客期には電気機関車牽引による急行列車運用も行われている。
第三セクター鉄道
秋田内陸縦貫鉄道が急行「もりよし」用にAN-8900形を保有しているが、2012年3月のダイヤ改正以降は一般車両であるAN-8800形が充当されている。かつてはのと鉄道でも急行「のと恋路号」用に同様の車両としてNT800形を保有していた。
いすみ鉄道では、土休日に「観光急行列車」として、元JR西日本のキハ52形（両運転台車）を使用して運行している。なお、2022年11⽉27⽇まではキハ28形（片運転台車）も使用されていた（こちらも参照）。
えちごトキめき鉄道では、定期急行列車や観光列車として、元JR西日本の413系および455系（クハ455-701）を併結して運行している。
過去の事例
【東武鉄道】
有料急行列車を2006年3月まで運行していた同社の場合、ほぼ特急形車両に近い内装・性能を有する300系・350系（いずれも後述の1800系からの改造）が相当とされていた。しかし、2006年3月のダイヤ改正に伴う種別変更により列車種別上特別急行列車に一元化されたことを受けて、名目上専用車両を用いる急行列車は消滅した。
ただし列車種別上であって、実際の運用では300・350系電車を使用する列車に従来よりの特急用車両である100系「スペーシア」や伊勢崎線系統特急「りょうもう」に充当する200・250系の運用には使用されなかった。これは、もともと急行用車両として製造された本系列と他系列との間においては、シートピッチや座席のリクライニング機構の有無といった車内設備の格差が存在することと、最高運転速度が他系列よりも低いため、本系列を使用する特急列車においては従前の急行料金と同等の料金（現行の午後割・夜割特急料金）が全ての時間帯において適用される、といった差異が設けられていた。
なお、「りょうもう」に充当する200・250系はもともとは急行列車であったため、こちらも登場時は急行用であったが、特急格上げによって事実上の特急用となっている。それ以前は1800系が使用されていた。
【国鉄・JR乗り入れ列車】
小田急電鉄・富士急行・南海電気鉄道・島原鉄道が、国鉄への直通準急・急行列車向けに準急形・急行形気動車を保有したことがある。小田急が独自設計であったほかは国鉄の準急・急行形車両に準じて製作されたが、国鉄の車両には存在しない両運転台車も製作された。直通列車廃止後はほとんどが他社に譲渡されて地域輸送に使用されたが、島原鉄道のものは直通列車廃止後も自社線内の地域輸送で使用され、2000年まで使用された。
名古屋鉄道が保有していた高山本線直通列車用のキハ8000系は、もともとは準急「たかやま」で使用されたため準急形であったが、特急形に近い接客設備を持つことから1975年に特急「北アルプス」への格上げと同時に実質特急形とされ、1991年にキハ8500系に置き換えられるまで使用された。

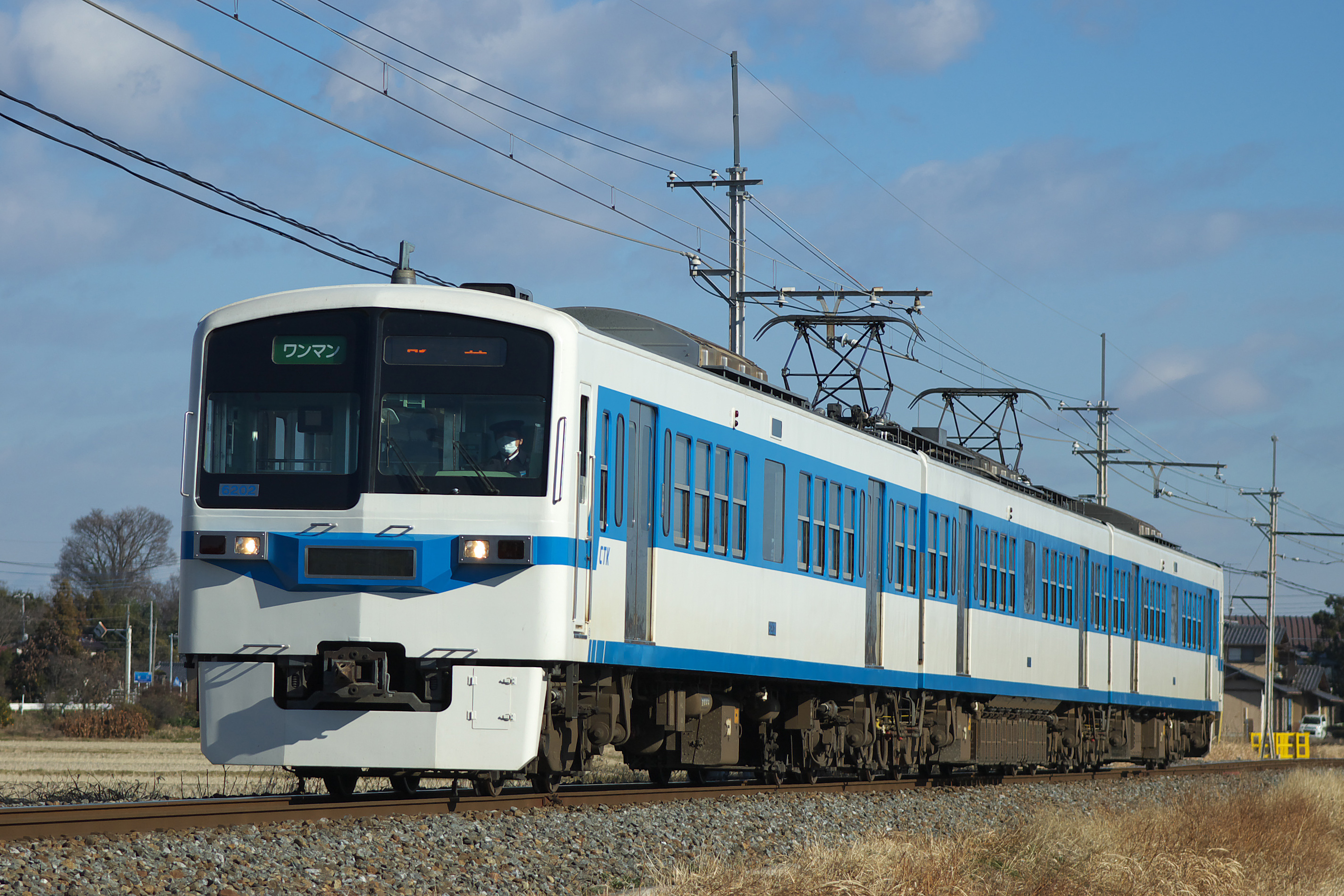
秩父鉄道6000系
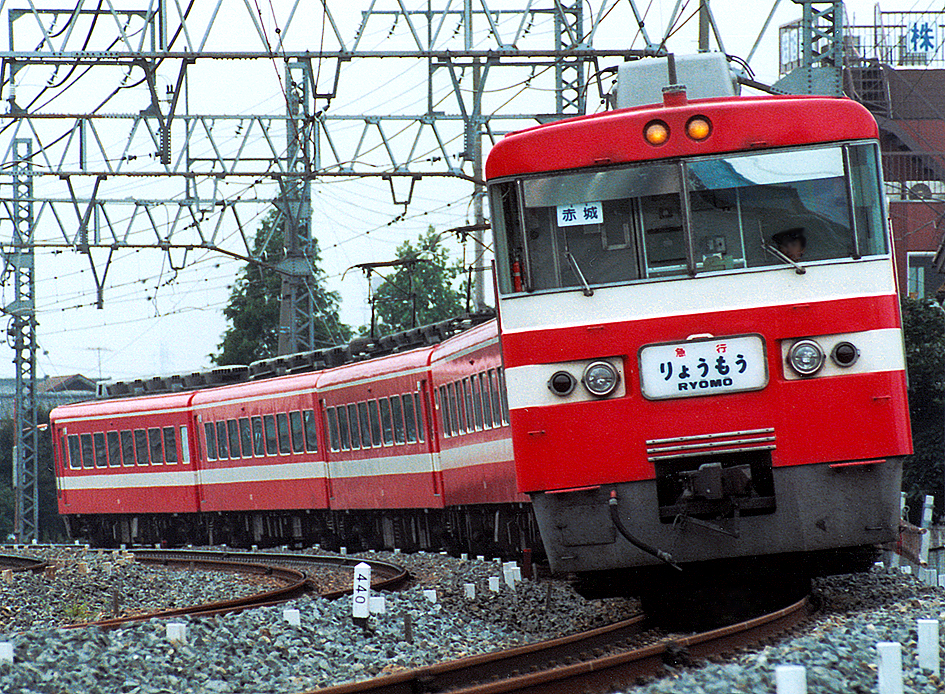
東武1800系
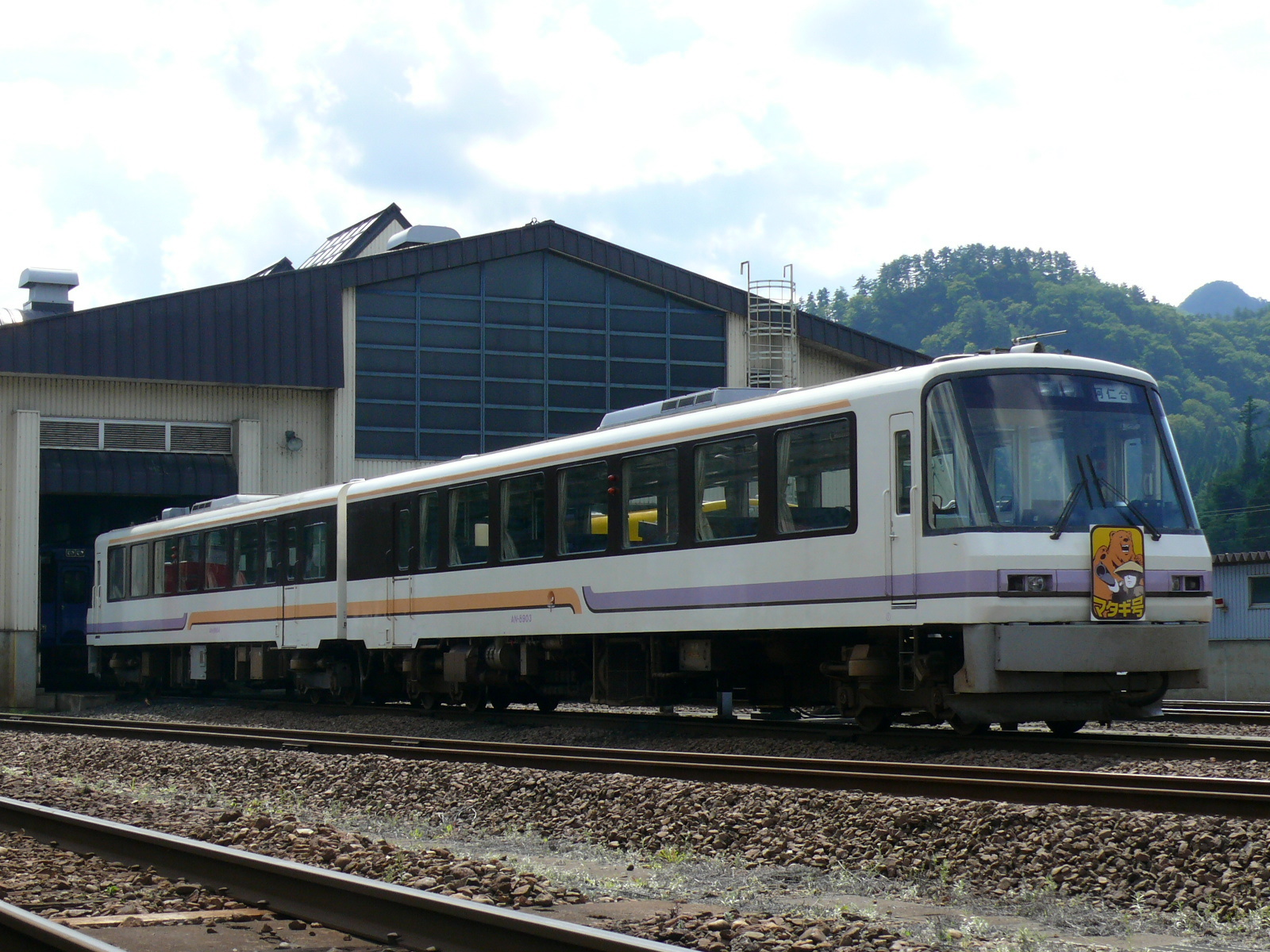
秋田内陸縦貫鉄道AN-8900形
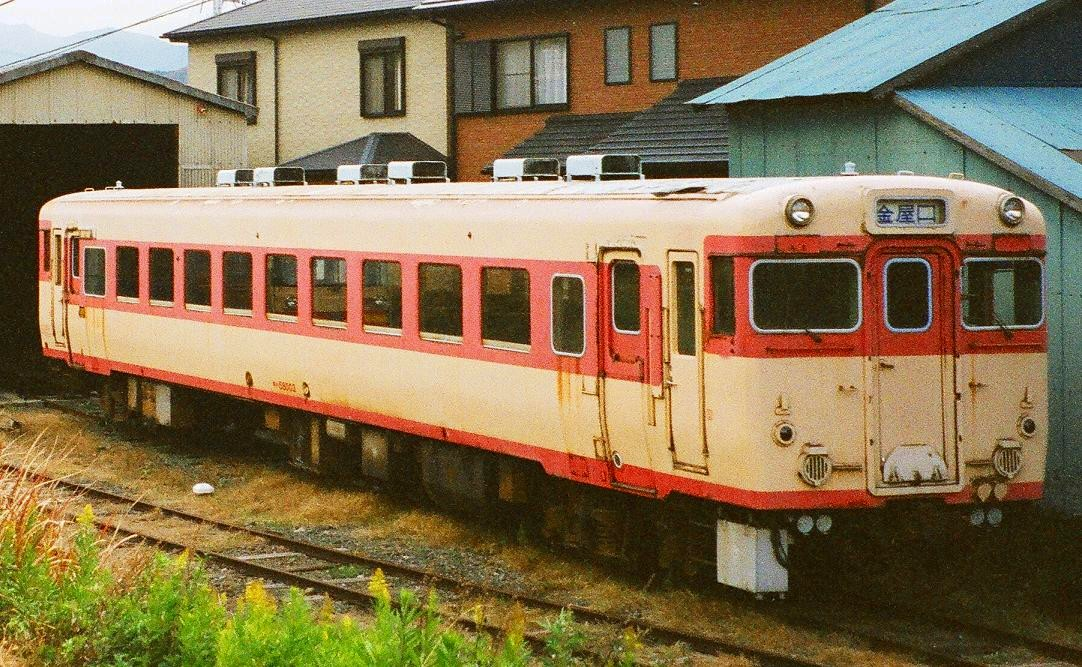
富士急行キハ58003（写真は有田鉄道時代のキハ58003）

#### 料金不要の「急行」を主体とする車両
私鉄では料金不要の「急行」を設定している場合があり、主体とする車両を保有する場合があるが、必ずしも急行のみに充当しているわけではない。この場合、かつて国鉄に存在した料金不要の急行電車（急電）専用車両に相当するものである。また、全ての急行系列車に専用車両を充当しているわけではないため、ラッシュ時などは一般車両による「急行」も運行される場合がある。

##### 優等列車向けの車内設備を持つもの
専用の車内設備を持つ車両はJRの快速列車との対抗上、JRの近郊形車両に近い装備を持っている車両がほとんどであるが、料金不要であることから一般車両のカテゴリに括られる場合もある。
近畿日本鉄道
運用上の差違として明確に分けられているものとしては、大手私鉄のうち路線延長が長く、都市圏輸送・観光輸送に特化した列車を運行している近畿日本鉄道の場合、特急用車両と団体用車両を除く車両（料金不要列車に充当される車両）は一般車両にカテゴライズしているが、大阪・名古屋線系統において長距離急行列車には原則としてトイレ付き車両を専属で充当しており、そのうち、1000位が「5」の車両は標準軌急行用クロスシート車と位置付けており、急行列車専用の車内設備を持つ車両として、特急用車両と通勤用車両の中間に位置する5200系を急行用車両と位置付けている。5200系登場以前は4扉ボックスシートの2600系・2610系・2680系電車を長距離急行専用車両としていたが、5200系登場後はロングシートに改造され、改造後もトイレが設置されていることから現在でも長距離急行系列車に充当される。この他にもデュアルシート車（L/Cカー）である2610系・2800系・5800系・5820系も実質上の急行用車両とされるが、こちらは通勤形車両の一種として解釈されている。他にはトイレ付きのチョッパ制御車両の1400系統を急行用車両として位置付けている。
京阪電気鉄道
2+1配列の3扉転換セミクロスシート車として製造された3000系（2代目）が中之島駅 - 出町柳駅間を結ぶ快速急行・通勤快急に平日本線系統の約70%と、土・休日の全便で運用されているため、同形式は「快速急行用車両」としてタイプ2に位置づけられ、「コンフォート・サルーン」と呼称されていた。しかし2011年5月28日のダイヤ改正で快速急行の運行が大幅に削減され、現在では料金不要の特急を主体とした運用に変更されている（2020年度以降6号車をプレミアムカーに差し替えた）。この経緯から、2代目3000系は国鉄157系の私鉄版となっている。
西日本鉄道
3扉転換セミクロスシート車の3000形が日中の急行運用の大半に就いているため、実質的な急行用車両であったが、2扉転換セミクロス車の8000形で運転される特急を補完する立場にある点からも、2011年のダイヤ改正以前の京阪と類似した運用方針がとられていたが、実際の運用ではラッシュ時には普通運用に就く場合もあり、その後も特急車であった8000形を置き換えたことから現在では特急から普通に至るまで種別を制限することなく運用している。なお、西鉄では本形式を通勤車両に分類している。それ以前は元特急車である2000形が実質的な急行専用車となっていた。なお、初代特急車である1000形は、当初急行専用車として登場し、急行の特急格上げによって特急車となった経緯がある。
名古屋鉄道
名古屋本線の全区間並行する東海道本線への対抗策として、同線の特別料金不要の特急に相当する高速（現在は消滅）・急行用に1986年から1989年にかけ、2ドアセミクロスシートの5300・5700系が投入された。1990年代前半までは、この2形式および、1975年までは着席通勤と優等列車への運用に視野に入れて伝統的に転換クロスシート車が導入され、登場後しばらくは特急で使用され、後続車の増備につれて高速や急行にも多用され、次第に広汎に運用されるようになっていた。2ドア転換クロスシートの5500系・7000系・7500系・7700系が同社における実質的な急行形車両といえた。しかし、その後は、2ドアセミクロスシートの車両は造られず、本線系統向けの一般車両は3代目3300系など、3ドアの通勤形車両のみを製造するようになったこと、これら3ドア通勤形車両の大量増備により、2ドア車のうち、経年の高い車両の置き換えが進んだ結果、本線系統の一般用では3ドア車が主流となり、それらは急行にも普通にも幅広く使用されていること、2ドアであるが故にラッシュ輸送に不向きであることなどの理由により、これら2ドア車が普通列車に使われる事も多くなり、また平日日中には名鉄名古屋駅 - 河和線・知多新線方面の全車一般車特急の運用が中心となっており、種別を問わず広汎に運用されていた。その後、5300・5700系が全廃となり、一般車の2ドア車は全て淘汰された。なお、名鉄では料金不要車両は一般車と呼称している。

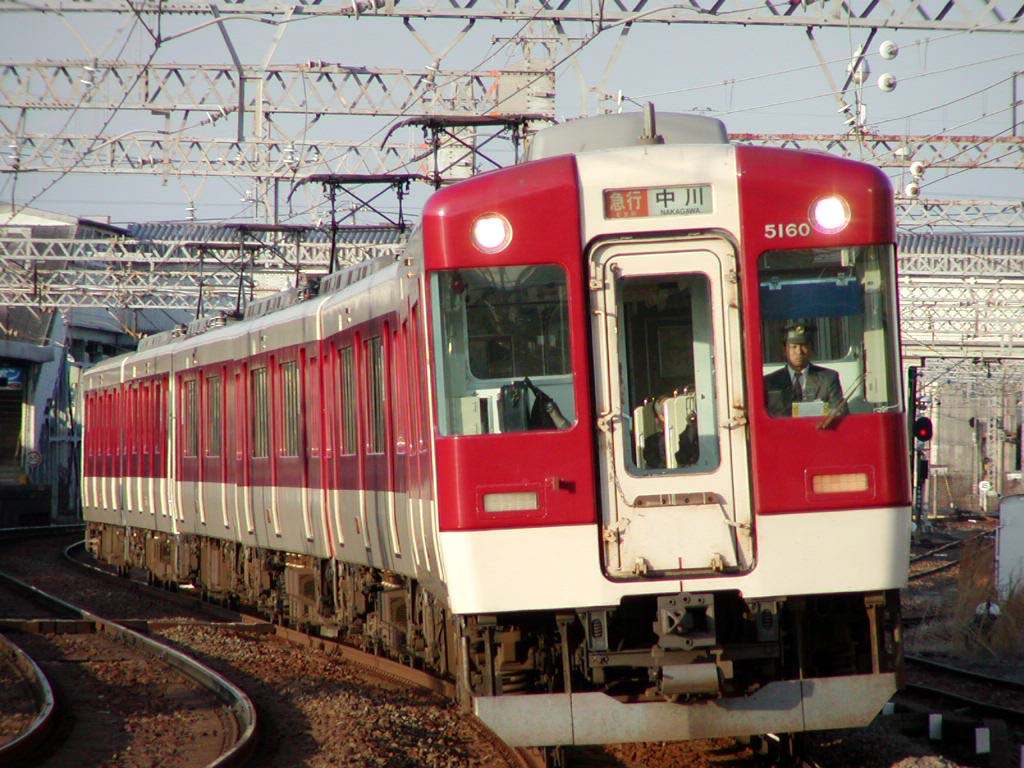
近鉄5200系
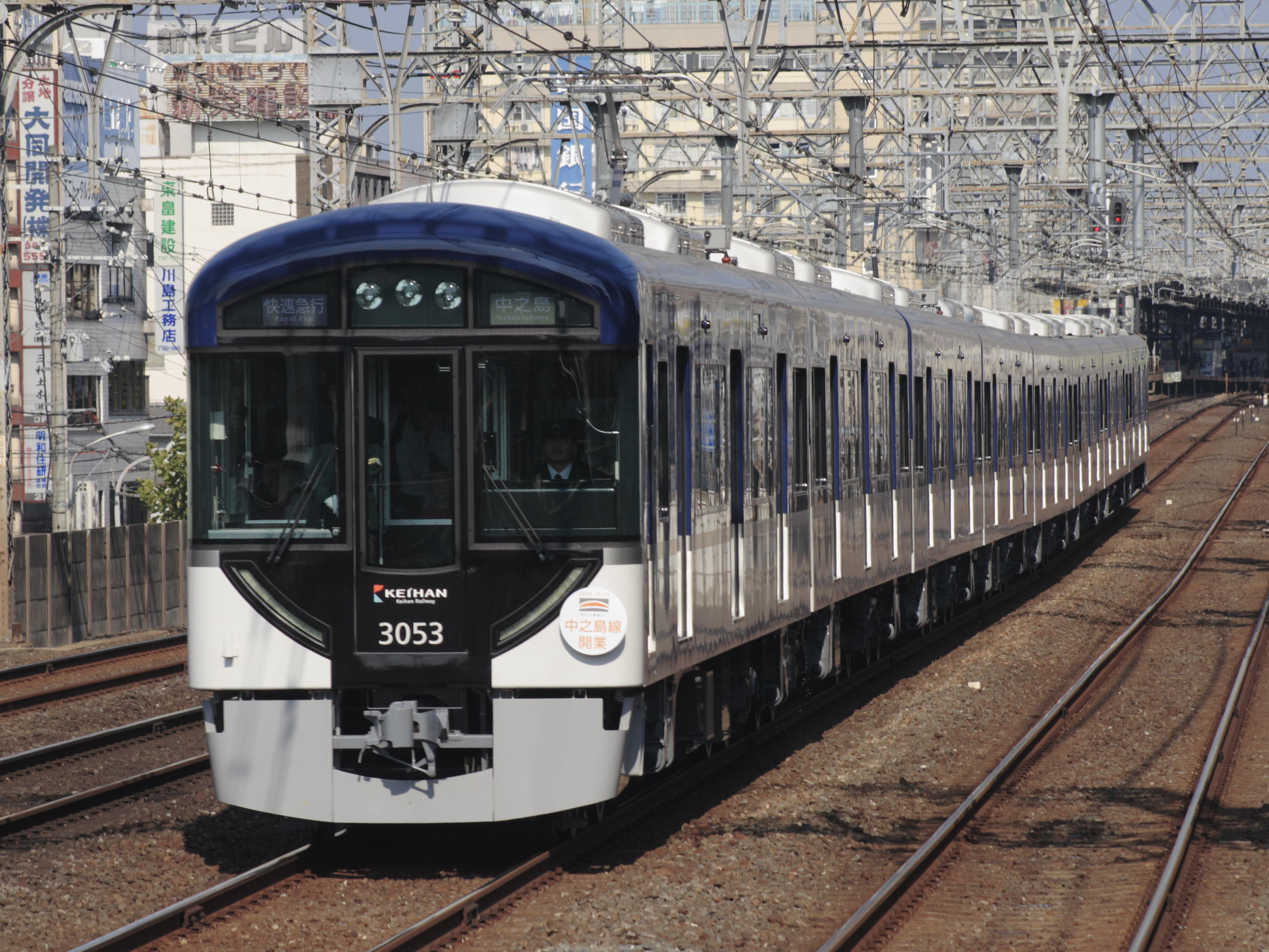
京阪3000系（2代目・登場時）
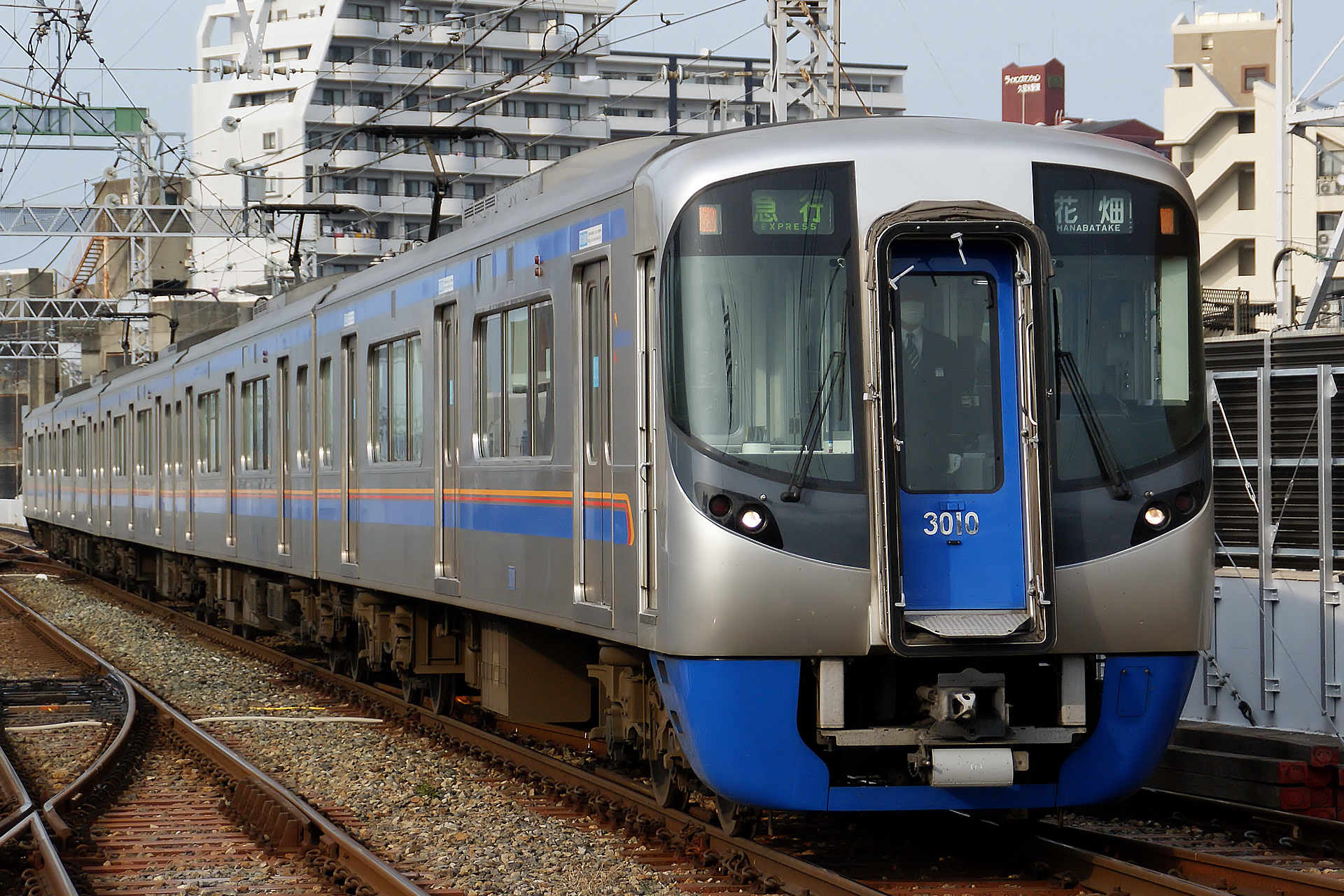
西鉄3000形
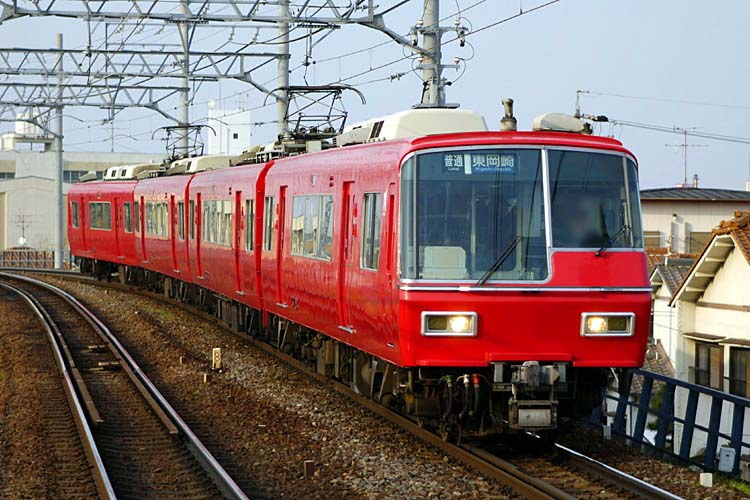
名鉄5700系

##### 車内設備以外の理由によるもの
接客設備からでは一般に通勤形車両の一種として扱われるが、「急行」を主体として運用する車両もある。
阪神電気鉄道
主に普通列車に用いられていたジェットカー群との対比として車両塗色から「赤胴車」と称されるグループがある。ただし、これは性能の面での差違である。ただし阪神梅田 - 山陽姫路間の直通特急運用に備え、急行系車両の一部は転換セミクロスシートとして製造または改造されている。駅間距離の短い阪神本線では、各駅停車に製造コスト・MT比の高い方式の高加減速車を投入する必要があるためである。つまり、「各駅停車」専用車と急行系の「急行用」という区分である。
南海電気鉄道
高野線では、長らく急勾配区間対応のズームカーが急行専用車となっていた。これは、高野線の橋本以南の区間が50‰の急勾配・急カーブであり、急勾配対応のズームカーしか入線できないためである。大部分が難波 - 極楽橋直通であった急行（大運転）は、ズームカーである21001系・22001系（共に1990年代後半に廃車または転用）・2000系が専用で充てられていた。2000年までは、ズームカーは高野線の実質上の急行専用車であった。しかし、2000年以降は橋本以北のみの区間運転の急行が登場し、さらに2005年のダイヤ改正で高野線の運転系統が橋本で分割されたため、これ以降ズームカーは難波 - 極楽橋間直通の快速急行および橋本 - 極楽橋間の各駅停車用を中心して運用されることとなった。しかし完全に大型車に置き換わった訳ではなく、2013年10月26日改正時点のダイヤではズームカーでの運用であるにもかかわらず難波～橋本（一部は林間田園都市）間運転の快速急行・急行が平日・土休日とも下り7本、上り9本が存在するほか、日中に運転される難波～河内長野・三日市町・林間田園都市間の区間急行の一部にもズームカーが充当されている。さらには平日朝ラッシュ時に上り難波行き各駅停車の運用に入るものもある。このため2000系は余剰となって2007年以降、主に初期型の車両が7000系置き換えのため南海本線の普通列車専用車両に転用されており、ズームカー＝高野線急行専用車という図式は成り立たなくなっている。なお、ズームカーの大半がロングシートであったが、21000系の一部は転換クロスシート車、2000系の後期車は車端部がボックスシート、2005年登場の2300系は2列-1列の転換クロスシートである。
東急電鉄
大井町線専用（ただし曜日や時間帯によって田園都市線に乗り入れる場合がある）の6000系（2代目）は7両に対して、大井町線内、各駅停車のみ停車する駅は5両対応なので、実質上の急行専用車になっている。東横線においても2013年3月以降、5050系4000番台は10両に対して各駅停車のみ停車する駅は8両対応なので、実質上の特急・通勤特急・急行専用車になっている。また、乗り入れ車両である東京メトロ10000系、東武9000系・9050系・50070系、西武6000系・40000系・40050系、相鉄20000系も東横線内では急行系列車専用となっている。東京急行電鉄時代の1980年代から2001年3月のダイヤ改正までは、8000系と東京メトロ日比谷線乗り入れ用車両である7000系およびその後継車両である1000系が各駅停車運用に用いる車両とされていたため、急行の運用は8090系・8590系・9000系が充当されていた。
京王電鉄
京王帝都電鉄時代、京王線系統において緑色に塗装された2010系以前の車両（グリーン車と呼ばれた）と7000系が各駅停車運用に用いる車両とされていたため、2001年3月のダイヤ改定で車両の運用方針を変更するまでは初代5000系・6000系・8000系が急行系の列車に充当されていたが、現在では7000系も急行系列車に充当されるため、現在の京王の車両は種別ごとに使用形式を限定していないため急行用、一般用といった車種を分類していない。
小田急電鉄
5000形は先代車両である2600形より中高速域の性能を向上させたことから急行用車両の一種として分類されることがある。また、箱根登山線への直通急行には1982年に線形改良されるまでは20m車が入線出来なかったため、2400形以前の車両が限定運用されていた。
東武鉄道
伊勢崎線・日光線から東京メトロ半蔵門線、東急田園都市線へ直通する系統で運用される50000型・50050型は、自社線内では原則として急行または準急として運用される。

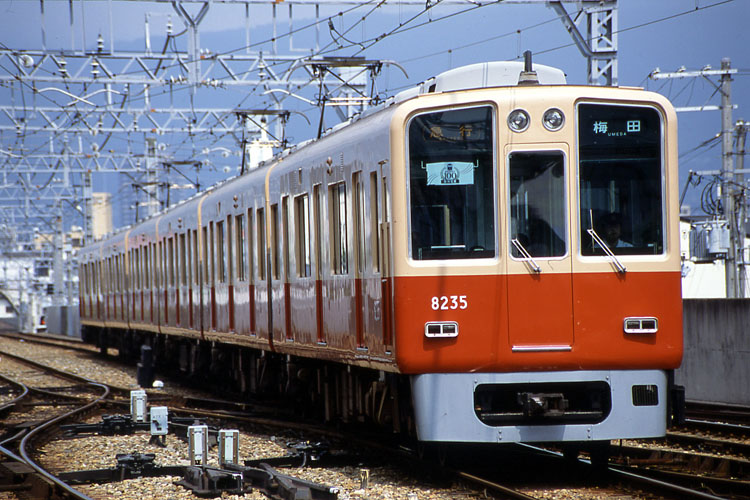
阪神8000系
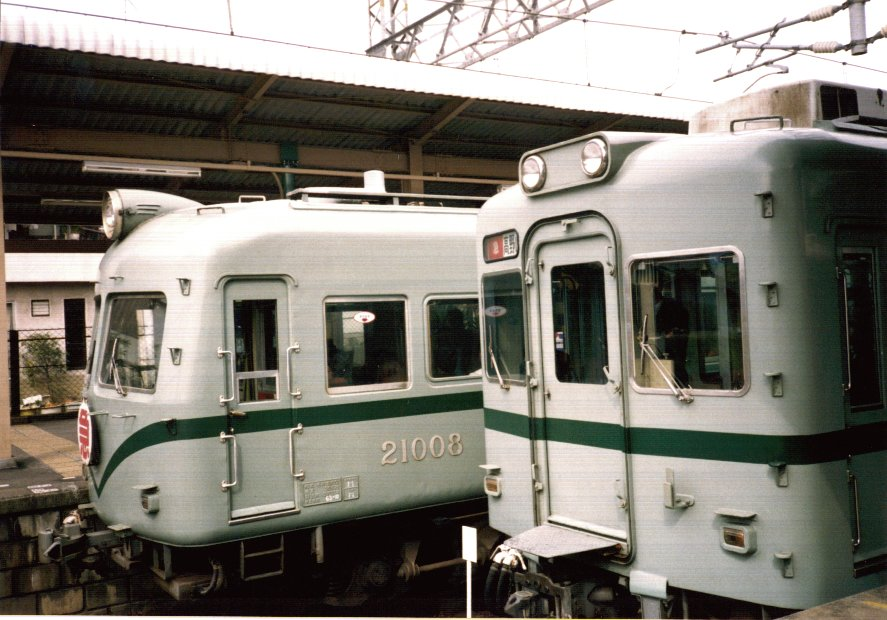
南海21001系・22001系
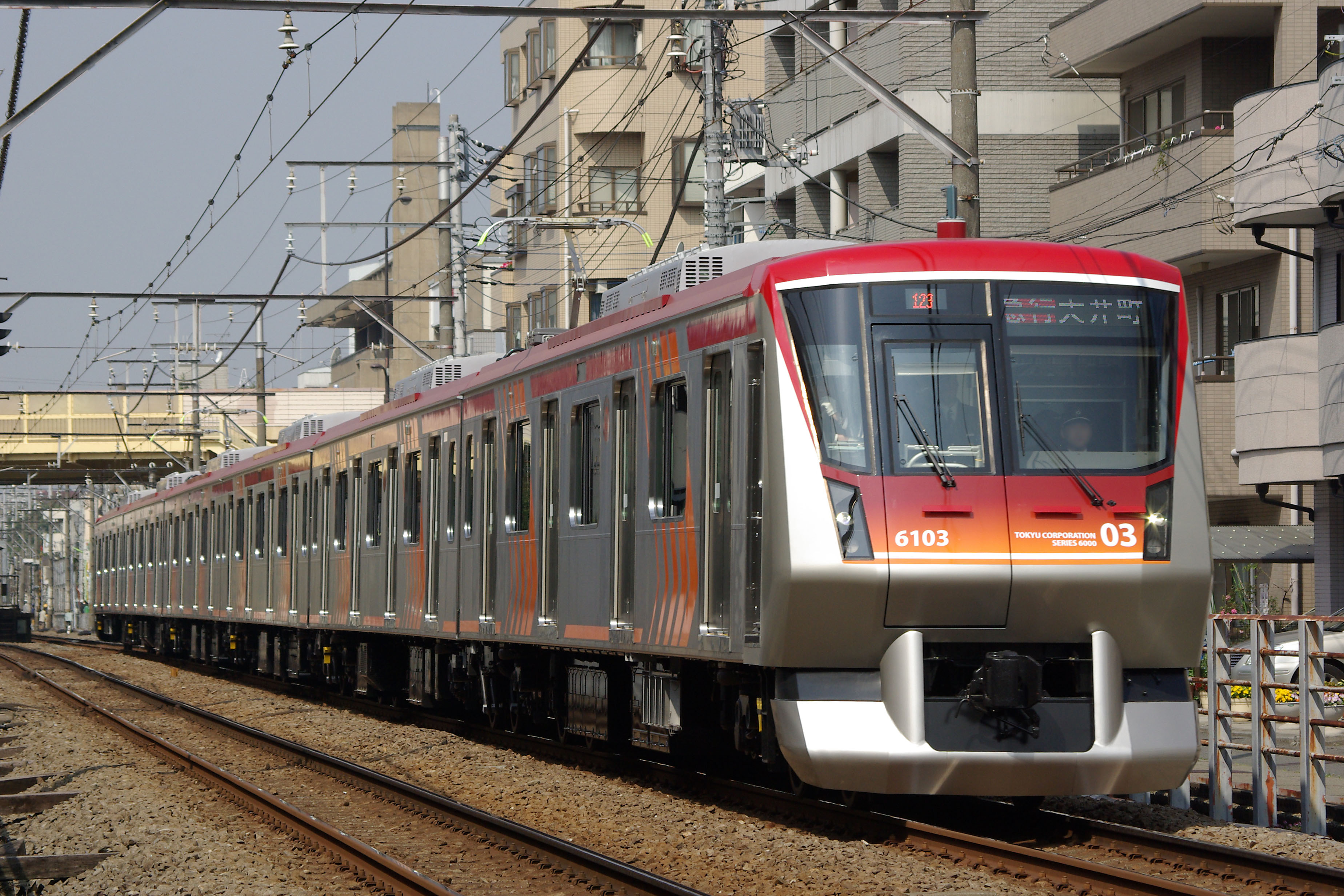
東急6000系（2代目）
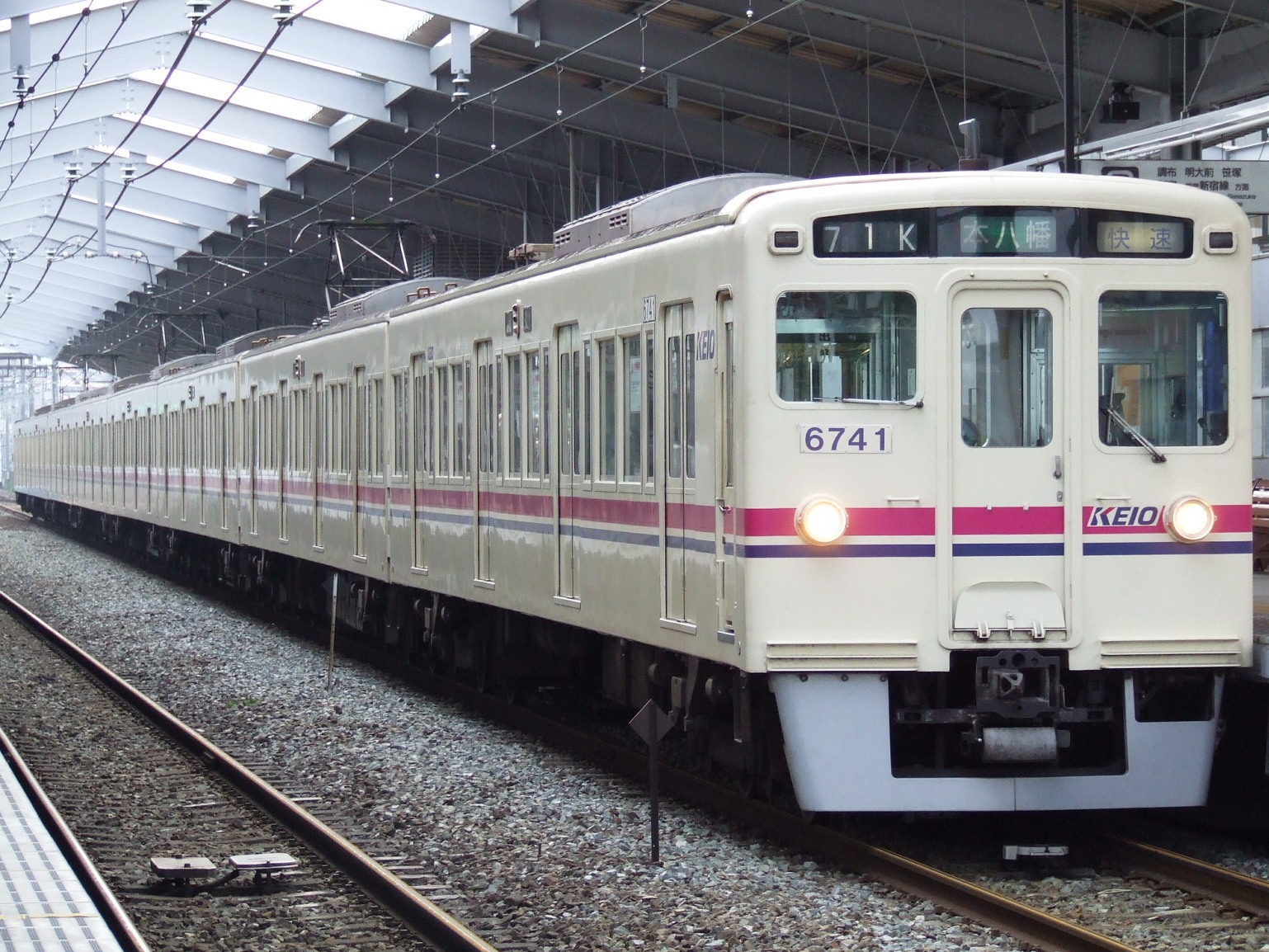
京王6000系
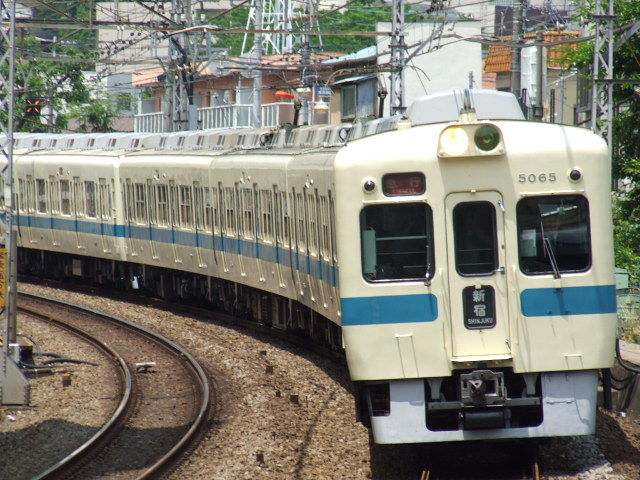
小田急5000形

### 日本国外における事例
日本国外では日本の列車種別に相当する種別は最上位種別については特急列車クラスの種別として扱うこともあるが、特急列車クラスの下位種別（補完列車）については厳密に当てはめることは難しいため、便宜上、急行列車と同種の列車と表現することにする。日本の急行列車と同種の列車は現在でも運行している国があるが、客車が使われている場合がある。

#### 台湾

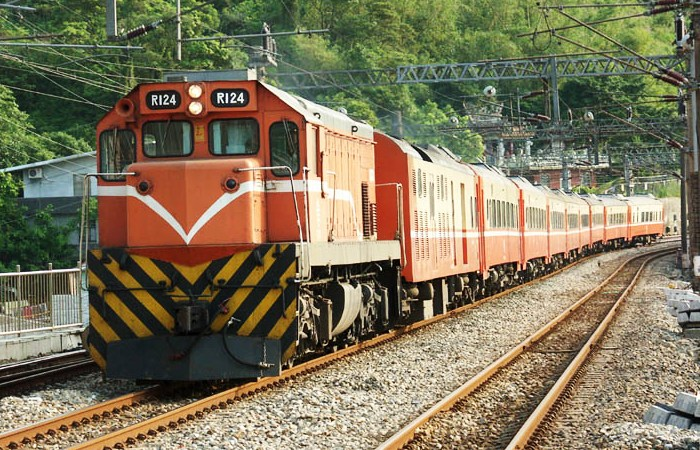
莒光号

台湾の台湾鉄路管理局では日本の特急列車と同種の列車である自強号の補完列車として莒光号が運行され、日本の急行列車と同種列車として扱われるが、現在でも客車が使われている。観光列車では特別席（日本のグリーン車）に相当する商務車も連結されることがあるが、商務車に乗車する場合は自強号の料金が適用される。非電化区間ではディーゼル機関車に空調用の電源を持たないため、電源車兼用の荷物車が連結される。

#### 韓国
韓国では長距離優等列車については正式な列車種別として急行列車は使われていないが、ITX-セマウル・セマウル号の補完列車であるムグンファ号・ヌリロは日本の急行と同種の列車として扱われることがある。車両は日本の特急形車両に近い設備を持つ車両が使われる。気動車では普通と同種の列車である通勤列車の廃止・削減で余剰となった車両がムグンファ号に転用され、転用された車両は窓の大型化、座席のリクライニングシート化などの改造が行われている。
なお、韓国の急行列車は日本のJRにおける快速列車と同種の料金不要列車であるため、通勤形車両が使用されている。

#### 欧州
ヨーロッパの鉄道は上下分離方式により、列車の運行は各鉄道会社に任せている。かつて運行していたオリエント急行の客車は寝台車が主体であった。